# Arquitectura armènia

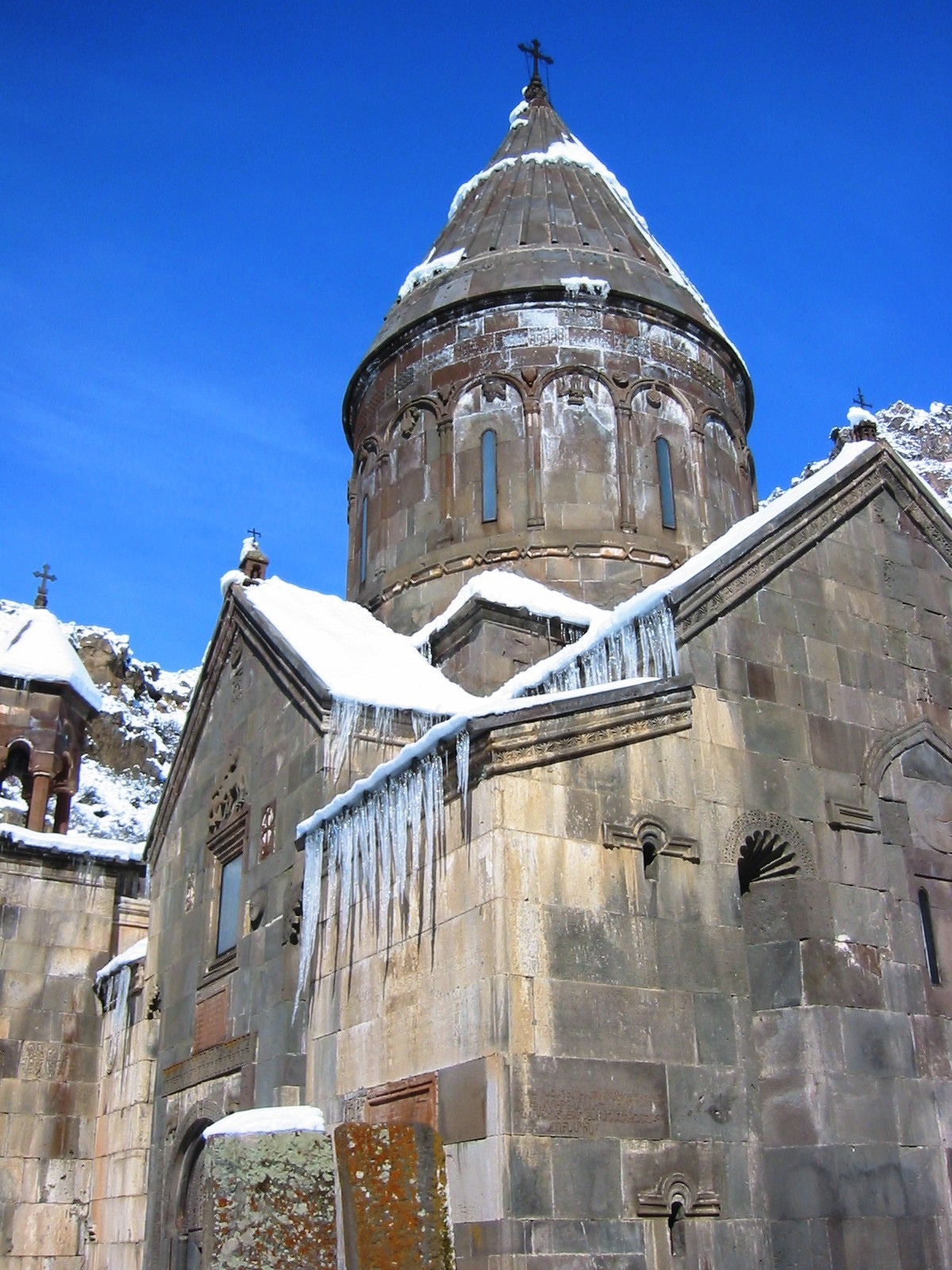
Església del monestir de la Llança, Armènia, 1215

L'arquitectura armènia és un estil arquitectònic desenvolupat pels habitants de l'Altiplà d'Armènia i és la que utilitzen principalment els armenis. Es considera que la fita més important de l'arquitectura armènia són les seves esglésies medievals, que han influït en l'arquitectura de l'església occidental, tot i que hi ha diferents opinions a l'hora de concretar-ne en quins aspectes.

## Característiques comunes de l'arquitectura armènia

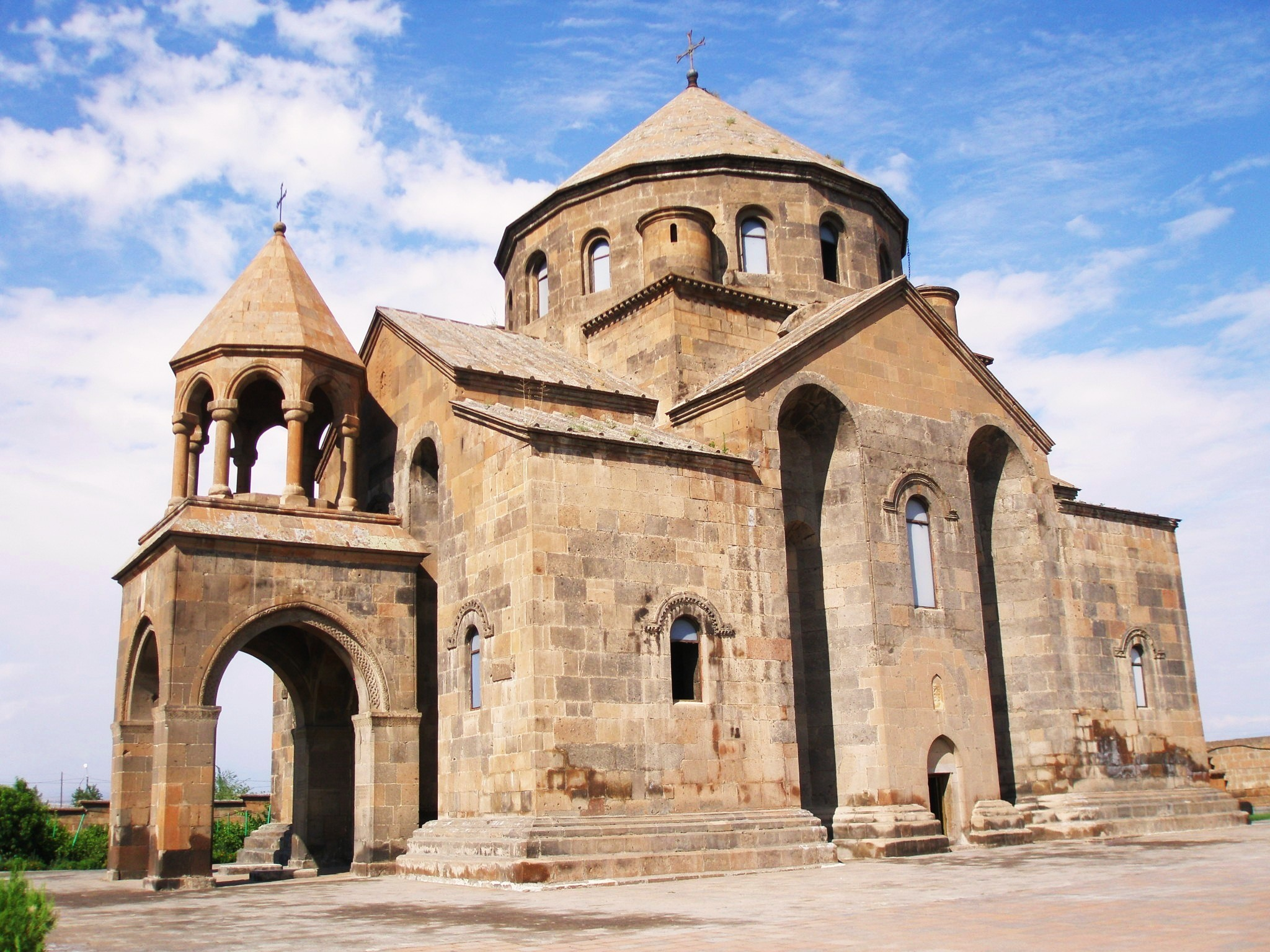
L'Església de Sant Hripsime, 618, amb les modificacions posteriors, és la més important

L'arquitectura armènia medieval -i les esglésies armènies en particular- té unes característiques pròpies, que fa que se la consideri el primer estil nacional de construcció d'esglésies.
Les característiques comunes n'inclouen:
- Cúpules punxegudes, que recorden el con volcànic del Mont Ararat. La cúpula cònica o semicònica segmentada radialment es construeix sobre un tambor cilíndric (generalment poligonal a l'exterior, al més sovint octogonal).[1]
- L'èmfasi vertical de tota l'estructura fa que sovint l'alçada superi la longitud de l'església.[1]
- La verticalitat es reforça amb finestres altes i estretes.[1]
- Tenen sostres de voltes de pedra.
- Es construeixen principalment de pedra, generalment de tuf o basalt.
- Els sostres de teules de tuf es tallen molt fines.
- Si hi ha frescos i talles adornats amb elements vitícoles, com raïms i fulles de ceps entrellaçades.
- Fan un ús intensiu d'arcs estructurals d'altura, tant per al tambor que suporta la cúpula com per als sostres de volta i les parets verticals.
- Tenen sostres d'intersecció per donar suport a la cúpula, tant en les basíliques com en les esglésies de planta central.
- Contenen decoració escultòrica dels murs exteriors, incloent-hi figures.

## Classificació de les esglésies armènies
Dins dels límits de les característiques comunes abans esmentades, les esglésies individuals mostren una variació considerable que pot reflectir el temps, el lloc i la creativitat del dissenyador. Toros Toramanian distingeix aquests estils clàssics, incloent-ne les variacions del segle xx:
| Estil                               | Nom armeni                                | Exemple                   |
| ----------------------------------- | ----------------------------------------- | ------------------------- |
| Basílica                            | Bazilik (Բազիլիկ)                         | Ererouk                   |
| Basílica amb cúpula                 | Gmbetakir bazilik (Գմբեթակիր բազիլիկ)     | Basilisca Tekor           |
| Creu grega                          | Etchmiadznatip (Էջմիածնատիպ)              | Catedral d'Etchmiadzin    |
| Creu llatina amb forta verticalitat | Oughatzig karankiun (Ուղղագիծ քառանկյուն) | Església de Sant Gayane   |
| Radial                              | Sharavighayin (Շառավիղային)               | Església de Sant Hripsime |
| Circular                            | Zvartnotsatip (Զվարթնոցատիպ)              | Catedral de Zvartnots     |

## Construcció

Interior de la Catedral armènia de Lviv, principalment obra de Jan Henryk De Rosen i Józef Mehoffer

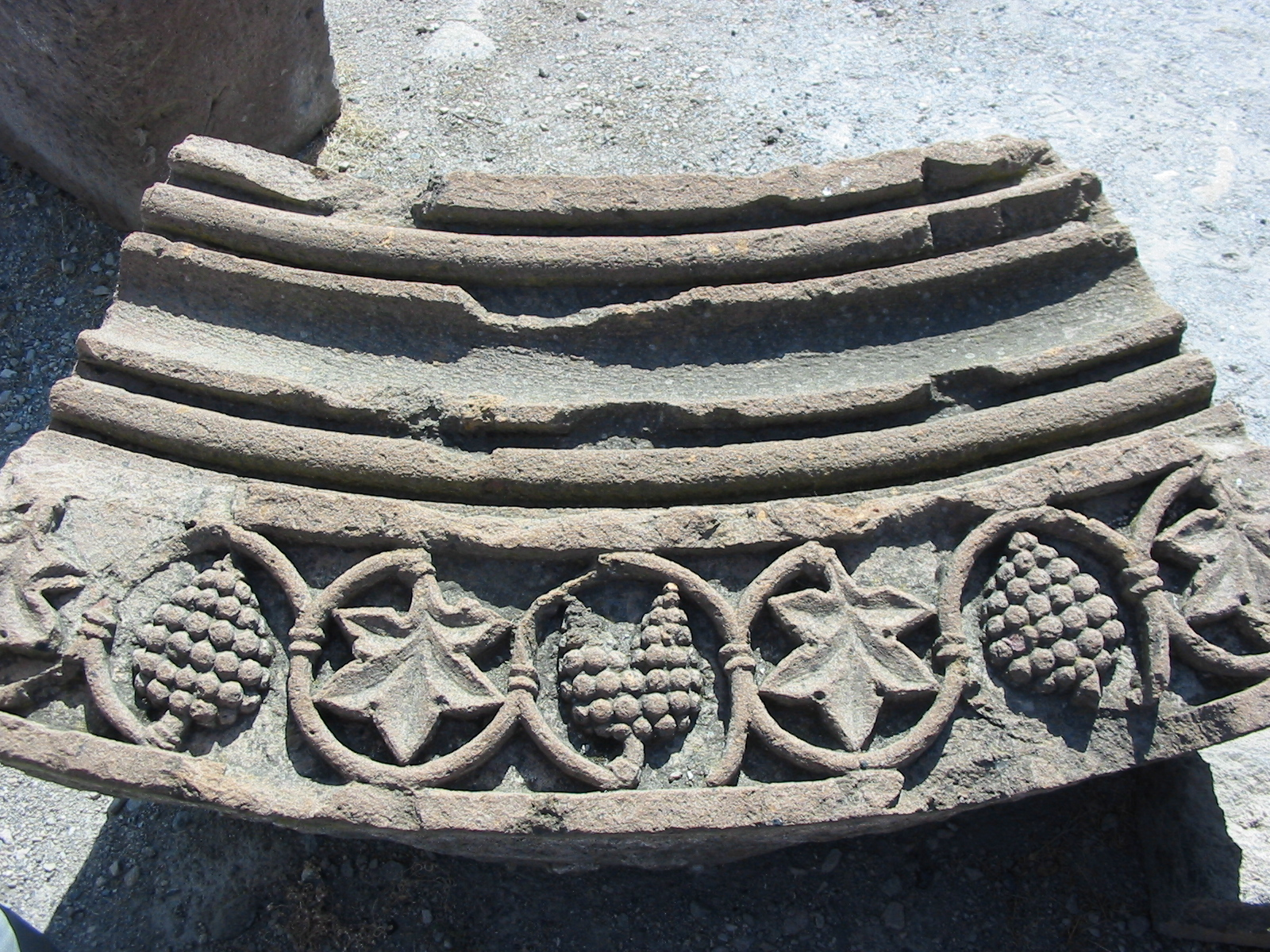
Motiu de raïms i fulles de les talles de la Catedral del segle VII de Zvartnots

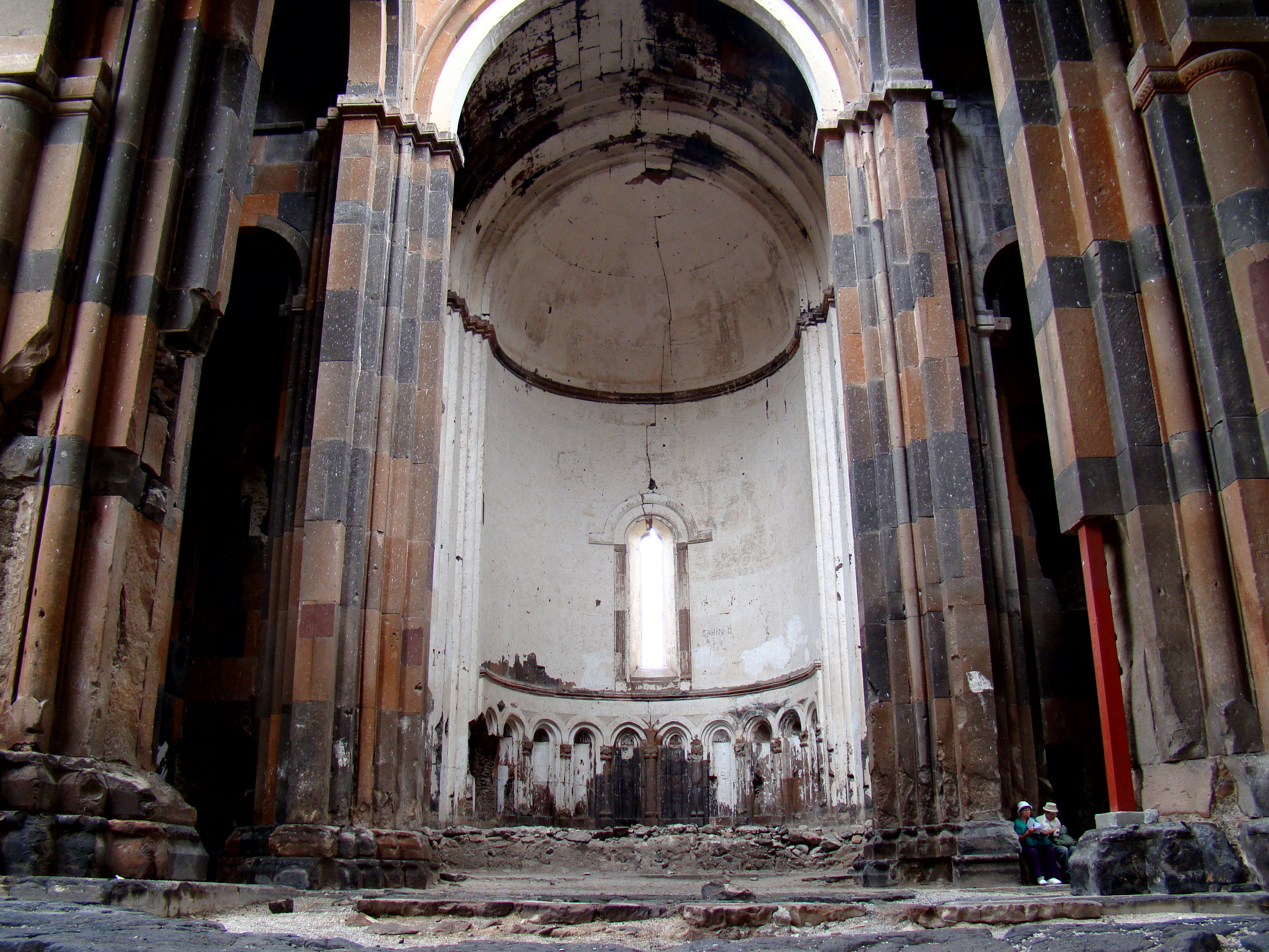
Aquesta foto de dues persones a l'interior de les ruïnes de la catedral d'Aní serveix per demostrar l'alçada de l'edifici

L'arquitectura armènia té l'origen en una regió de gran activitat sísmica, per això els edificis tendeixen a ser dissenyats amb poca alçada i parets de molt de gruix. Armènia té abundants recursos de pedra, i relativament pocs boscos, de manera que el material de construcció per als edificis importants sempre ha estat la pedra. I els edificis menors i la majoria d'habitatges normalment es construïren amb materials més lleugers, i així n'han sobreviscut molt pocs exemples, com a la capital medieval abandonada d'Aní.
La pedra utilitzada en un edifici normalment s'extreu tota del mateix lloc, per tal de donar a l'estructura un color uniforme. En els casos en què s'utilitzen pedres de colors diferents, sovint és per dissenyar ratlles o un tauler d'escacs. Sovint s'aplica pedra en pols del mateix tipus al llarg de les juntes de les lloses de tuf per donar als edificis una aparença homogènia. A diferència dels romans o dels sirians, els armenis mai utilitzaren fusta o maó en la construcció de grans estructures.
L'arquitectura armènia usa una mena de formigó per produir edificis resistents. És una barreja de morter de calç, tuf trencat i roques al voltant de la qual forma un nucli amb lloses primes de tuf disposades com maons. Quan la barreja de morter humit s'asseca forma una massa sòlida de tipus de formigó segellat juntament amb el tuf al seu voltant. Inicialment, no s'utilitzaven bases en la construcció d'esglésies, sinó blocs de pedra que simplement se segellaven junts. Però, com que els arquitectes comprovaren que els que tenien nuclis de morter resistien millor els sismes, la mida del nucli es va eixamplar. Sovint es fixen frescos de marbre o d'una altra pedra al costat d'aquests edificis, en general en una data posterior.

## Història de l'arquitectura armènia
El desenvolupament gradual de l'arquitectura armènia:

### L'Armènia precristiana

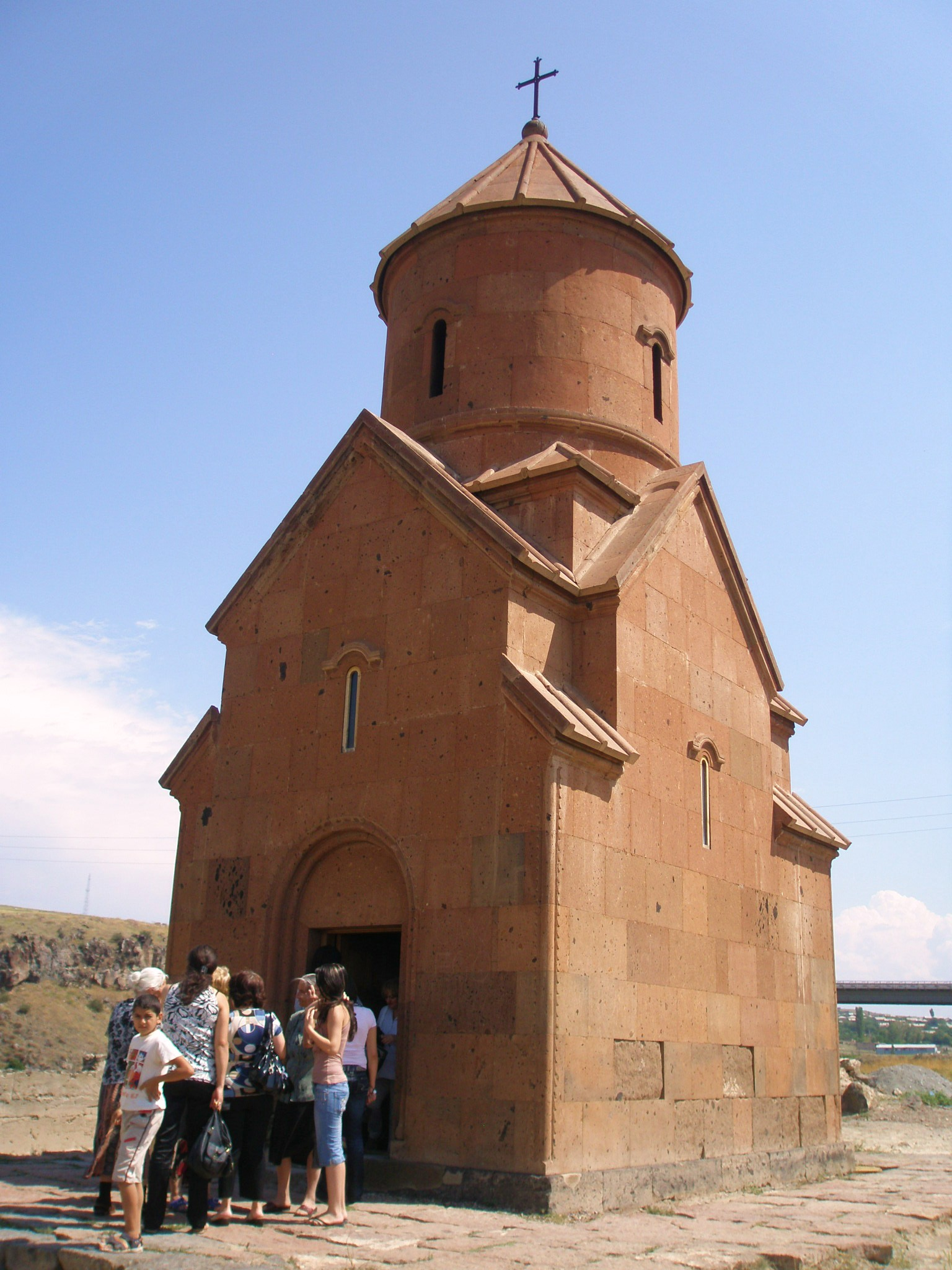
Església Sant Sargis d'Ashtarak

Durant el tercer mil·lenni aC l'arquitectura armènia prehistòrica ja tenia trets distintius. La característica més comuna d'aquest tipus d'arquitectura n'era la base, que incorpora diverses formes geomètriques. Un exemple d'aquesta arquitectura es pot trobar a Nakhtxivan de Gyul-Tepe. Aquests edificis feien aproximadament 6,7 metres d'ample i 5 o més d'alçada.
La tradició arquitectònica urbana i altres formes d'art alguns anys abans de Crist es va continuar desenvolupant i més tard es veié parcialment influïda per l'art grecoromà. L'arquitectura d'Urartu és coneguda pel seu ús de roques intricat, utilitzat com a fonaments d'edificis maons de fang, generalment construïts d'una manera compacta (com a Erevan).
Els temples d'Urartu tenien parets de pedra massissa en els nivells més baixos i un interior relativament petit, generalment quadrat. Se solien construir en el punt més alt d'un indret. Els nivells més alts estaven fets amb maó de fang, que no ha sobreviscut, i no és del tot clar com va aparèixer. Al final del segle i dC, es construeix el Temple de Garní amb un estil totalment hel·lenístic: és l'únic monument pagà que es conserva complet a Armènia, molts altres varen ser destruïts o convertits en llocs cristians d'adoració sota Tiridates III d'Armènia. Garní inclou elements locals de numerologia sagrada i geometria. El temple té una columna amb la relació entre la columna d'un terç (1 és el nombre principal de l'univers i 3 és el més sagrat de tots els nombres, ja que representa la tríada grecoromana Júpiter, Juno i Minerva). A més de ser estèticament atractiu, el disseny de Garní pot ser vist com una reafirmació de les lleis universals que regeixen el destí humà. Els angles, el nombre de columnes i les dimensions es crearen amb una intenció; els armenis pagans volien apaivagar els déus i protegir la humanitat de la seva ira. Aquesta geometria sagrada és evident en tot el temple. Per a les persones que el van crear, era l'encarnació perfecta de la seva comunió amb l'univers. Si bé la geometria sagrada es fa servir sobretot en els edificis religiosos, els edificis civils també en van adoptar alguns aspectes.

### Armènia cristiana

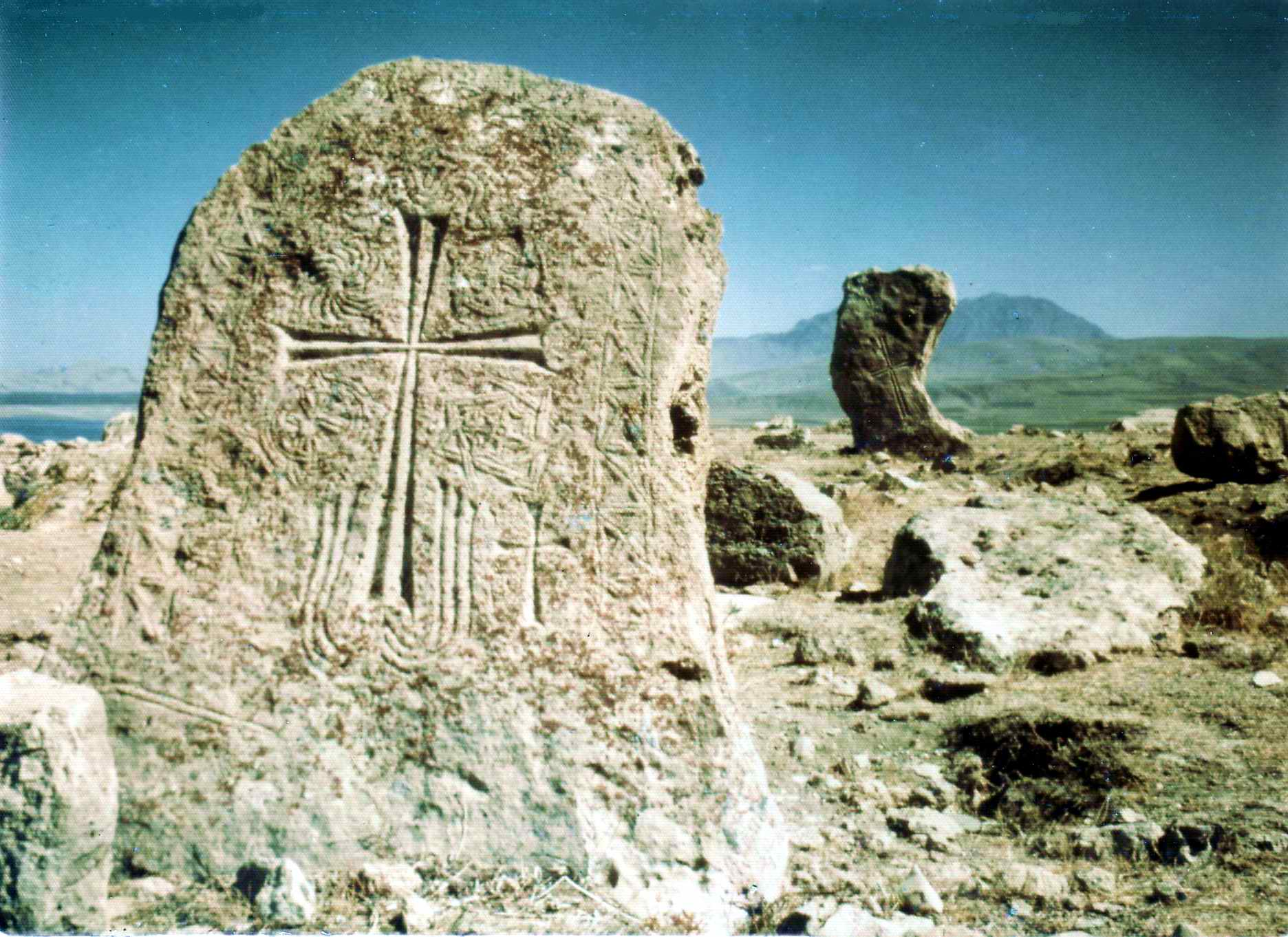
Làpides armènies. Llac Van

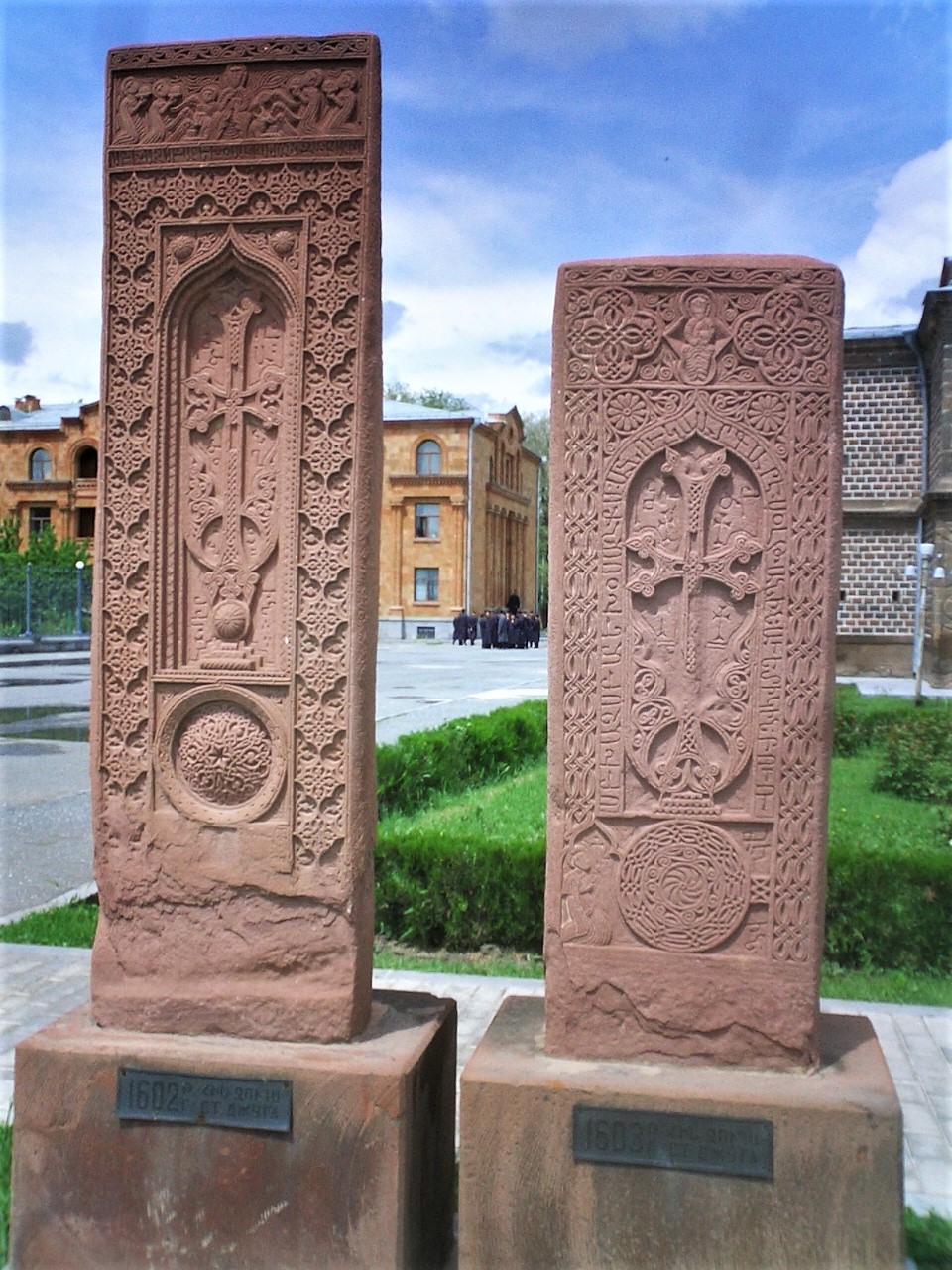
Khachkars armenis medievals originaris de Djoulfa, Azerbaidjan. Ara es poden veure a la Catedral d'Edjmiatsín, Armènia

Quan el 301 el cristianisme esdevé religió oficial d'Armènia es desenvolupen nous elements en l'arquitectura armènia, que no obstant això conserva antigues tradicions. La investigació de les esglésies armènies és fonamental per a la comprensió de l'Armènia medieval. Més enllà d'això, les esglésies armènies ens descriuen el panorama general de l'Orient cristià en un moment en què els testimonis escrits eren extremament rars. Així les esglésies formen i conserven la memòria pública, la negociació entre els diversos grups lingüístics, religiosos, polítics i ètnics.
Les primeres esglésies armènies van ser construïdes per l'orde de Sant Gregori l'Il·luminador, i sovint s'edificaren a la part superior dels temples pagans, imitant alguns aspectes de l'arquitectura precristiana armènia.

## Períodes de l'arquitectura armènia
L'arquitectura armènia clàssica i medieval es divideix en quatre períodes:

### Període formatiu
Les primeres esglésies armènies van ser construïdes entre els segles IV i VII, des que Armènia es va convertir al cristianisme, i acaben amb la invasió àrab d'Armènia. Les primeres esglésies eren basíliques simples, però algunes amb absis laterals. Al segle v es va generalitzar la construcció de la cúpula central. Al segle vii, les esglésies són més elaborades i irradien l'estil Hrip'simé. En el moment de la invasió àrab, la major part del que avui coneixem com a arquitectura armènia clàssica ja s'havia consolidat.

### Renaixament del Bagratid

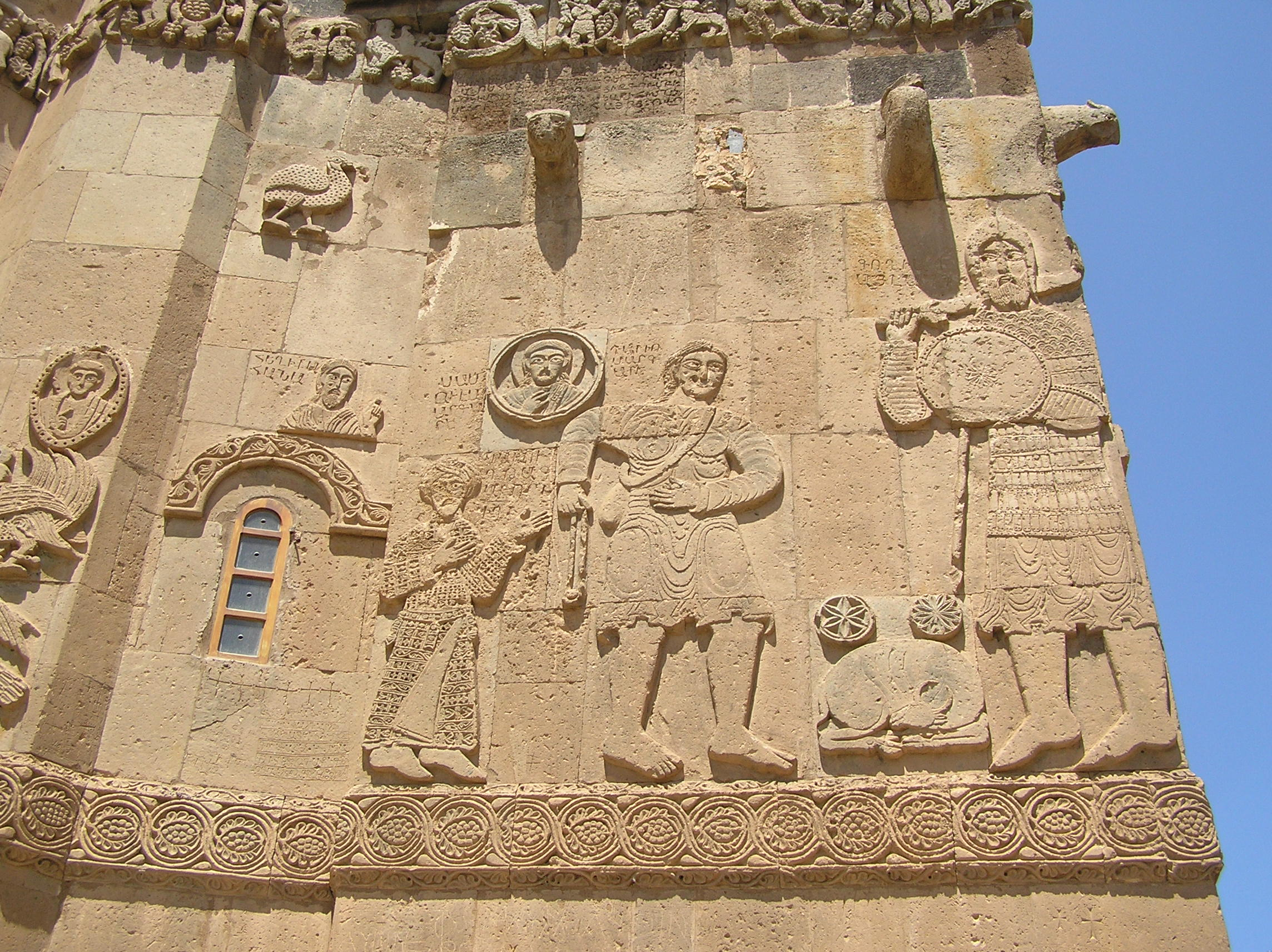
Relleus exteriors de David i Goliat del s. X de la Catedral de la Santa Creu a l'illa d'Akdamar

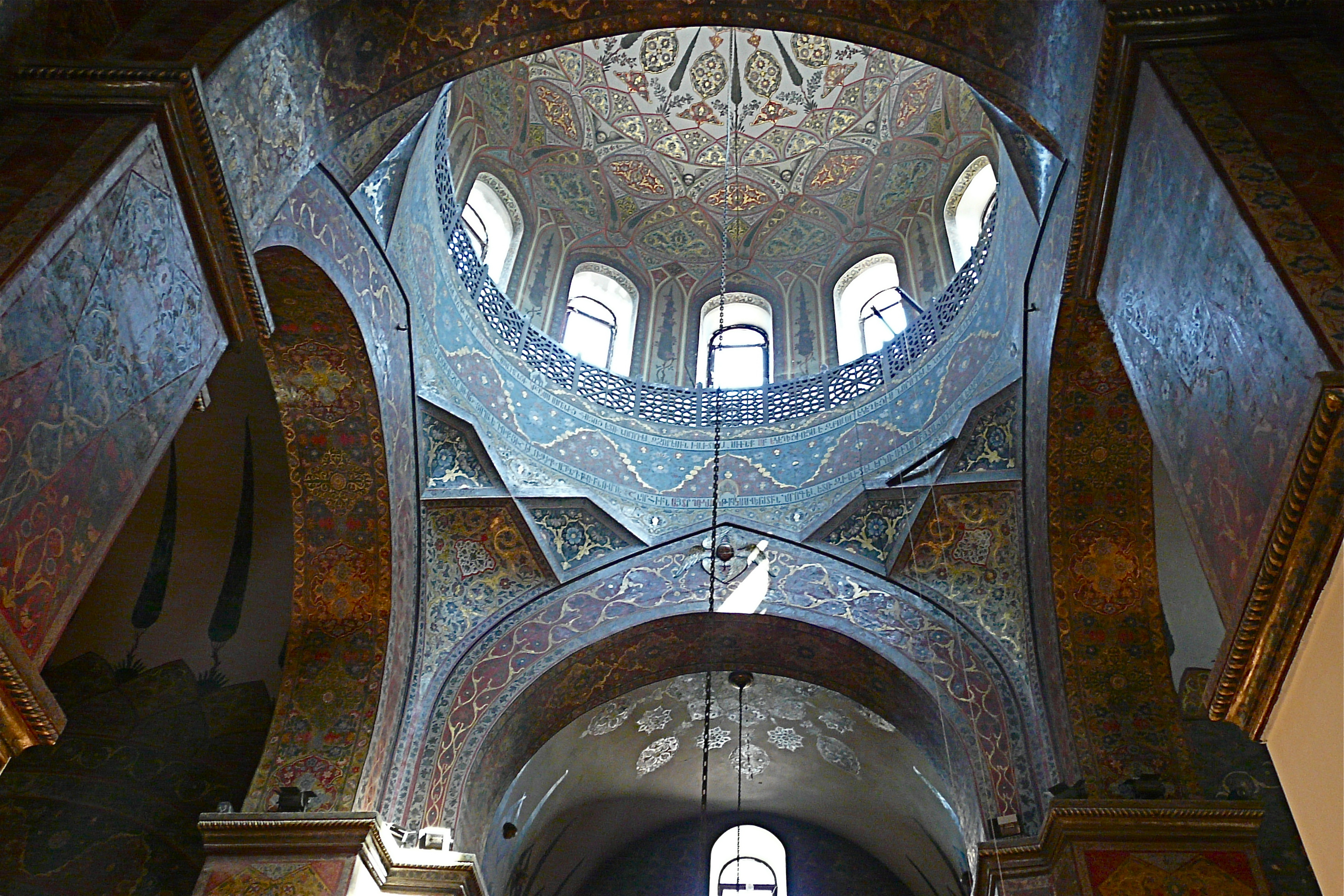
Cúpula de la Catedral d'Edjmiatsín

Del segle IX a l'XI, l'arquitectura armènia va experimentar un renaixement sota la dinastia Bagratuní, amb una gran quantitat d'edificis construïts a la zona del llac Van, això incloïa dos estils tradicionals i innovacions. En aquesta època es desenvoluparen les talles de Khachkars. Es van construir moltes ciutats noves i esglésies, incloent-hi una nova capital al llac Van i una nova catedral a l'illa d'Akdamar. També es completà la Catedral d'Aní. Va ser aquesta l'època en què es construïren els primers grans monestirs, com Monestir de Hakhpat i Haritchavank. Aquest període s'acabà amb la invasió seljúcida.

### Construcció de nous monestirs
Del segle XII al XIV sota la dinastia Zakarid hi hagué una gran construcció de monestirs, com el Saghmosavank, l'Akhtala, el Kaymaklı, el Kecharis i el Makaravank. Els monestirs eren instituts d'ensenyament, i gran part de la literatura medieval armènia s'escrigué en aquest període. La invasió de Tamerlà i la destrucció del Regne d'Armènia Menor paralitzà l'evolució arquitectònica d'aquests 250 anys.

### Segle XVII
L'últim gran període de construcció armeni clàssic fou sota l'Imperi safàvida, en virtut del qual es van construir una sèrie de noves esglésies, generalment als llocs sagrats ja existents, com Edjmiatsín, així com en les comunitats de la diàspora, tal com Nova Djoulfa.

## Segle XX
Un dels arquitectes més prolífics del segle xx és Baghdasar Arzoumanian. Amb seu a Erevan, fou l'autor d'una immensa quantitat d'edificis civils i eclesiàstics. També cal tenir presents els arquitectes: Alexander Tamanyan, Rafael Israyelyan, G. Kochar, E. Tigranyan i S. Safaryan. Els mestres de l'arquitectura armènia d'avui són S. Gurzadyan, S. Kalashyan, L. Khristaforyan i R. Asratyan.

## Devastació de l'arquitectura armènia
Com a resultat del moviment anti-armeni s'han destruït moltes relíquies del passat armeni, tals com esglésies, cementiris i khachkars. En alguns casos, com a Turquia o Azerbaidjan, ha estat el resultat de diferents campanyes nacionals per eliminar l'herència del poble armeni per tal de frustrar reclamacions per part de l'estat armeni.
També desaparegueren les ruïnes més grans que mai s'havien trobat a l'antiga Julfa, a Nakhtxivan (avui l'Azerbaidjan). A finals del 2005 es feren públics informes i fotografies d'observadors en territori iranià que mostren soldats àzeris intentant destruir les làpides. I fotografies més recents han posat de manifest que tot el cementiri ha estat eliminat i s'hi ha construït un camp d'entrenament militar.

## Arquitectura armènia i la diàspora
El tumultuós passat d'Armènia durant l'últim mil·lenni ha generat una extensa diàspora cap a diversos llocs del món. Les comunitats armènies que intenten mantenir les tradicions de la seva terra natal influïren en la llengua vernacla i en l'arquitectura dels armenis, com ara alguns barris de ciutats com Zamość i Lviv. Aquesta influència és més evident en les esglésies contemporànies que ha construït la comunitat armènia, que s'han inspirat en les catedrals històriques d'Aní, Zvartnots i Edjmiatsín. Aquesta tradició continua en l'actualitat allà on la immigració armènia s'ha allunyat de les àrees tradicionals de l'emigració, a Amèrica i Austràlia.
Els khachkars també s'han convertit en un símbol de la identitat armènia i se n'han erigit recentment en ciutats com Breslau, Cracòvia i Elbląg (a Polònia), Novi Sad (a Sèrbia), Beirut (al Líban), així com a Dearborn (Michigan). Molts en foren construïts per part d'aquestes comunitats locals com monuments commemoratius del Genocidi armeni.

## Galeria

Exemples de l'arquitectura armènia contemporània
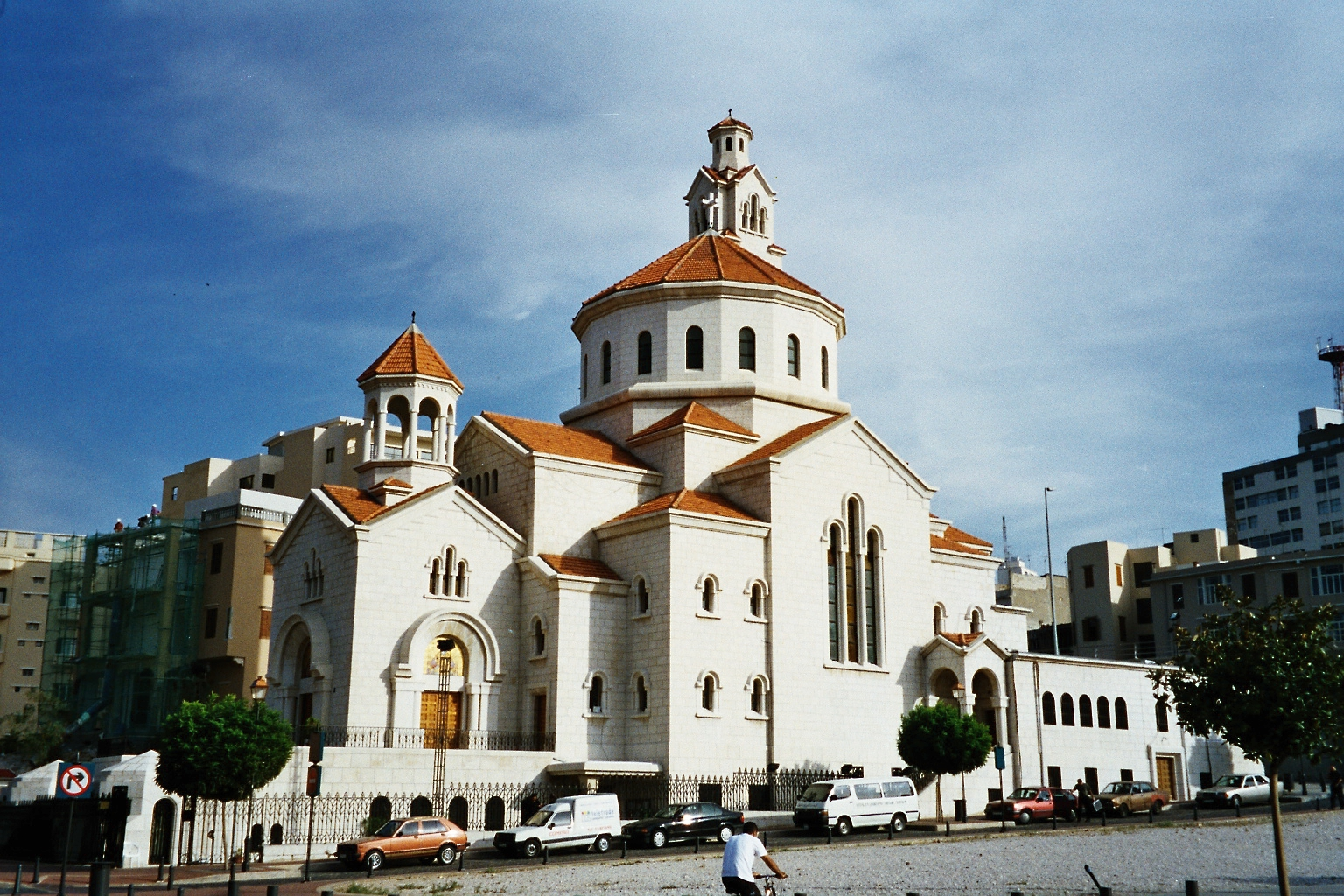
Sant Gregori l'Il·luminador - Saint Elie (Eghishe) Catedral Catòlica Armènia (1909) a Beirut, Líban
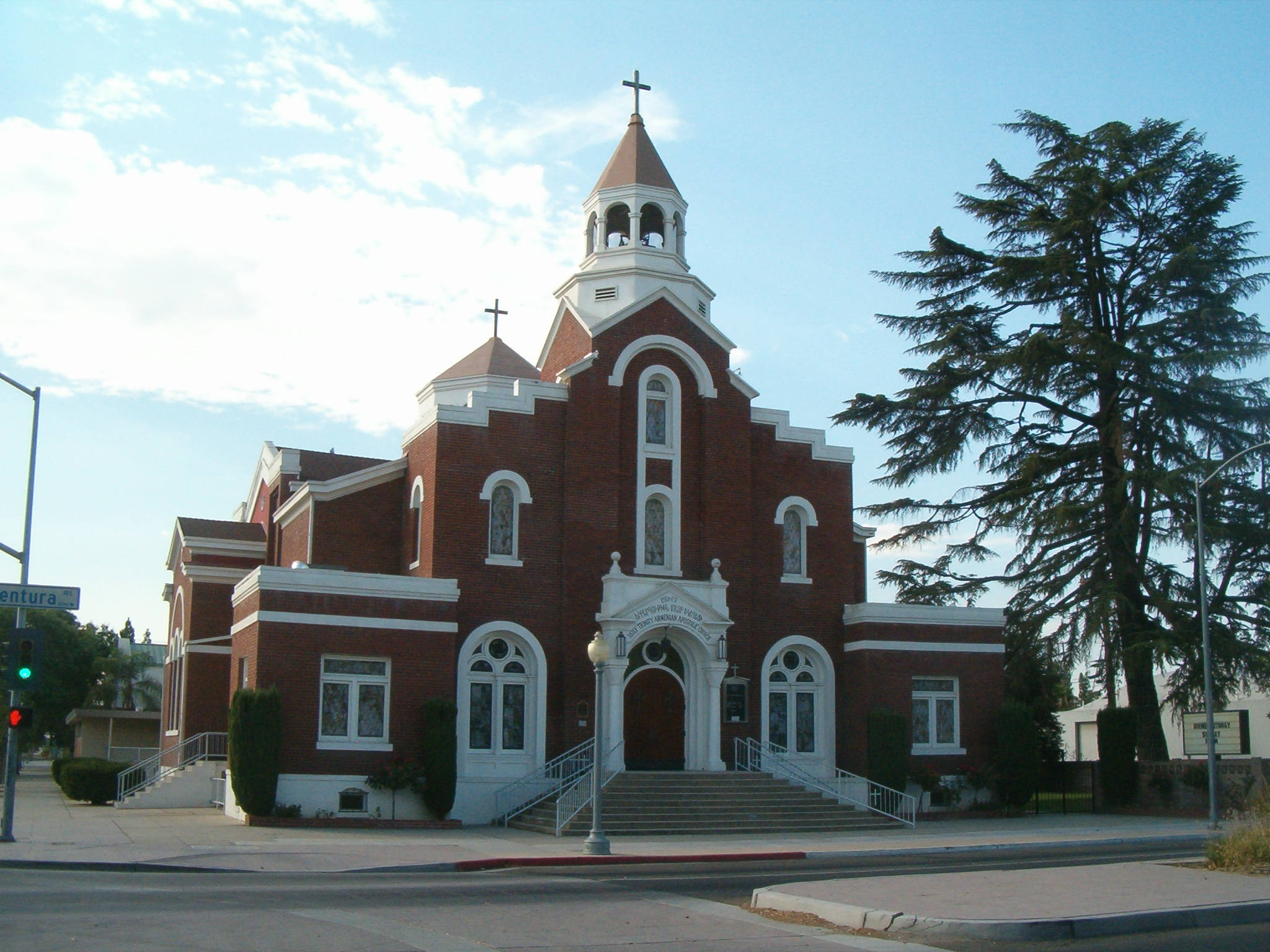
Església Apostòlica Armènia de la Santíssima Trinitat (1914) a Fresno, Califòrnia
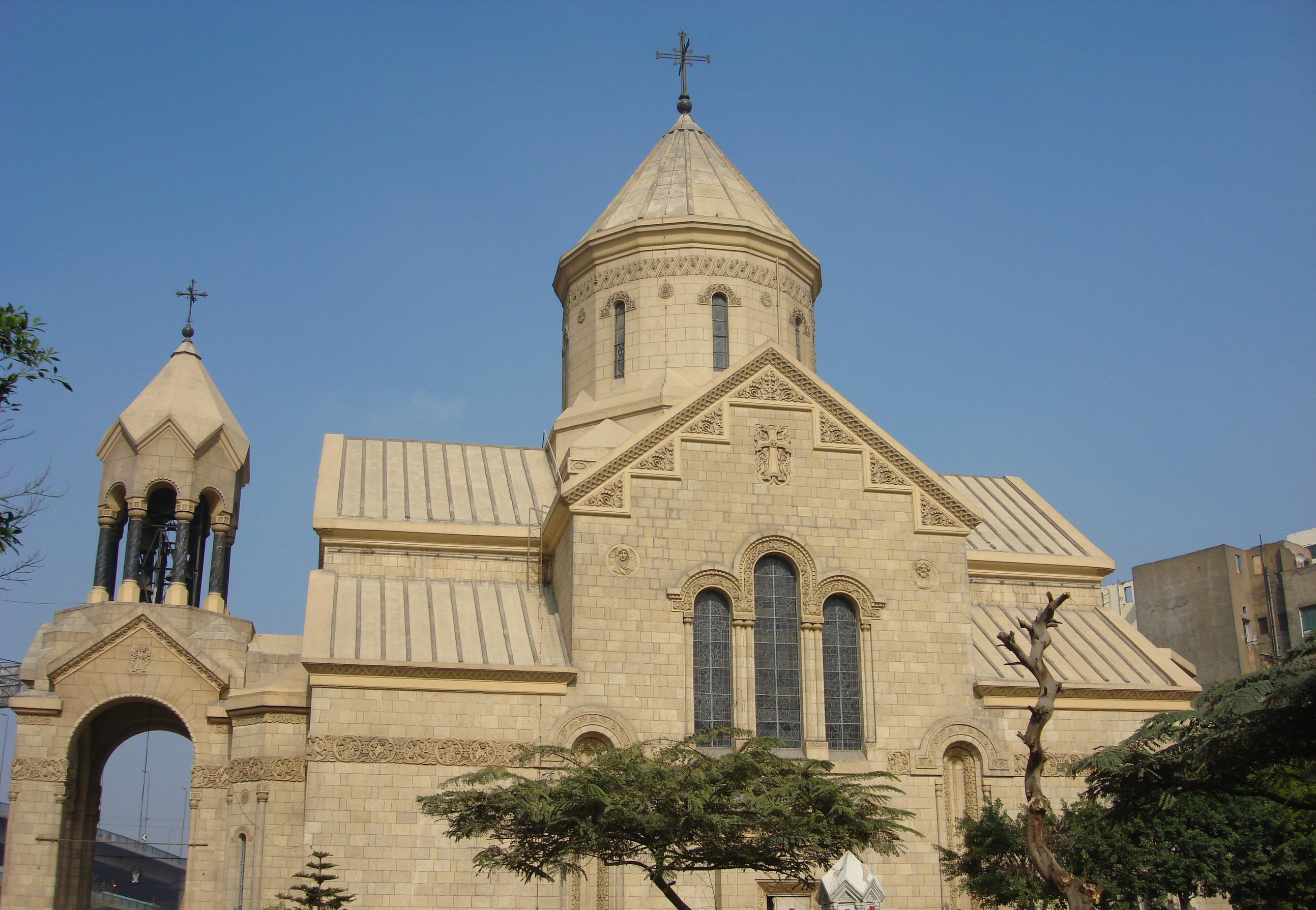
Església Apostòlica Armènia de Sant Gregori l'Il·luminador. Arxivat 2011-07-21 a Wayback Machine. (1928) Al Caire, Egipte
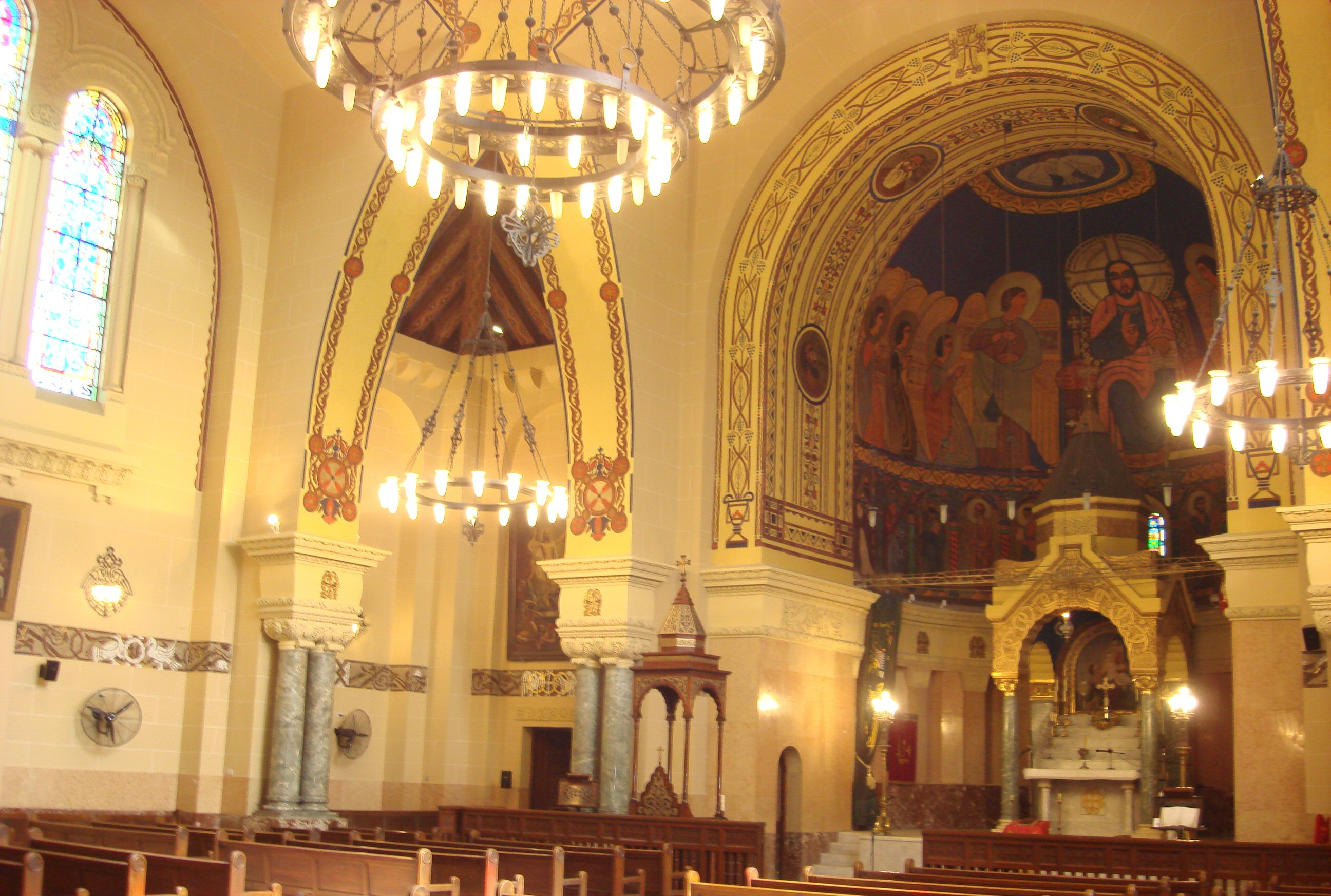
Interior de l'església de Sant Gregori l'Il·luminador al Caire
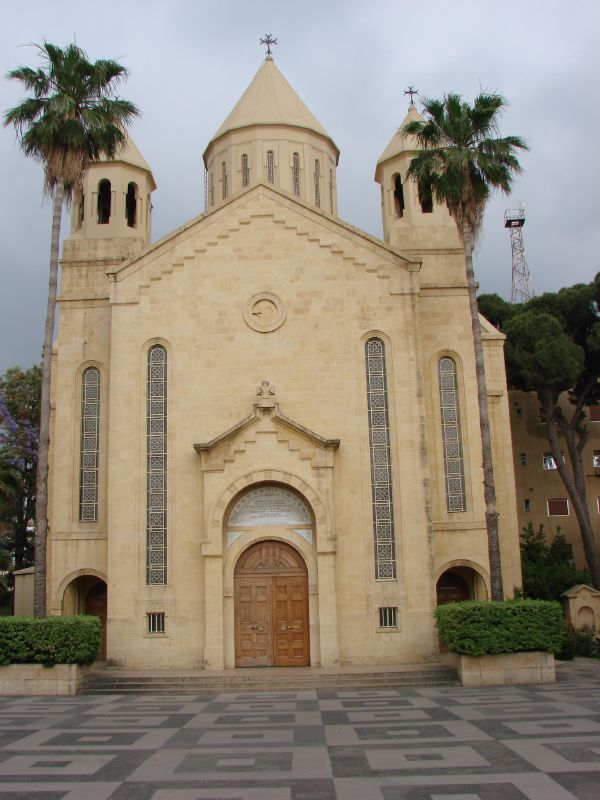
Catedral de la Santa Mare de Déu (1940) al Líban
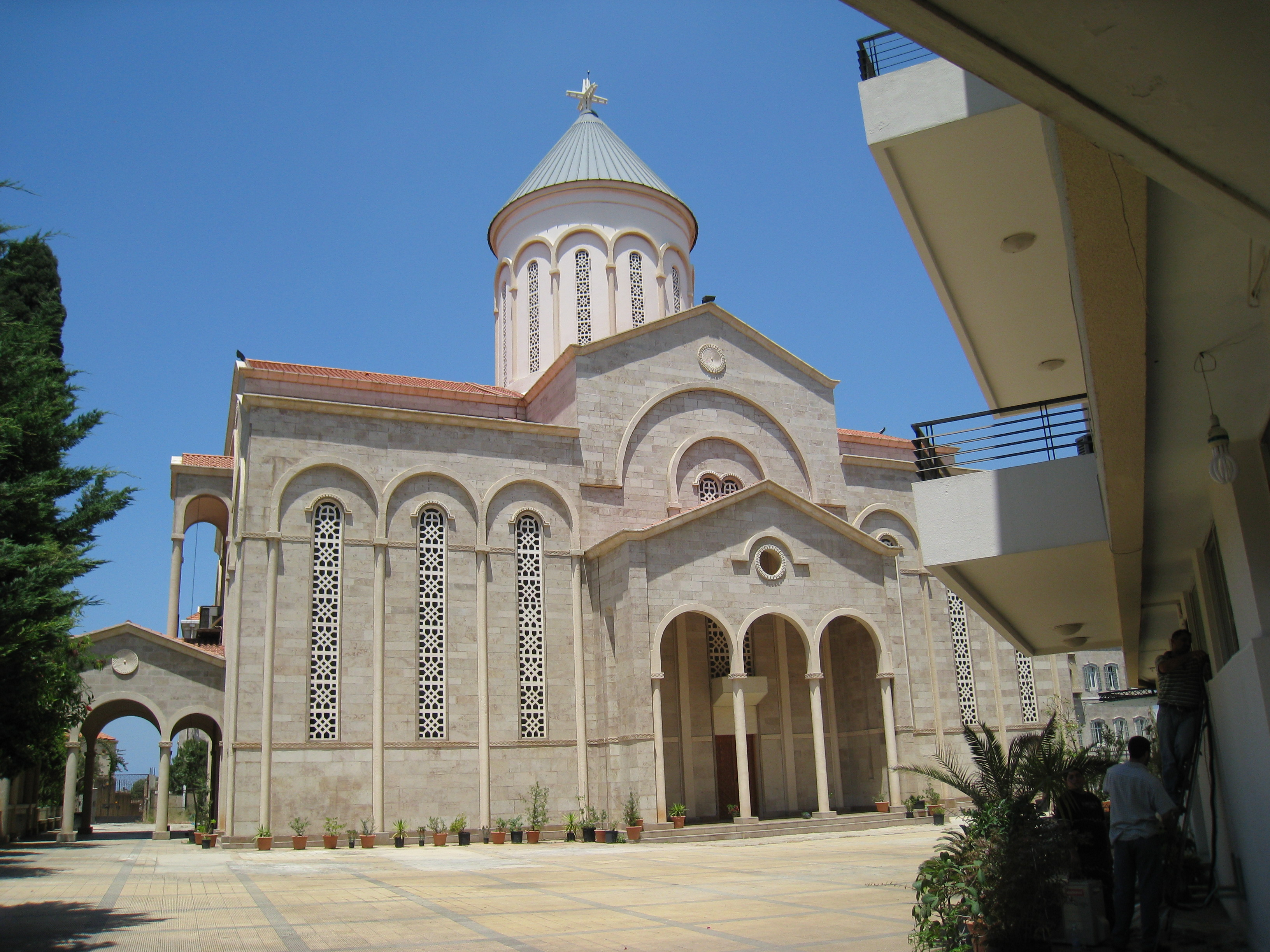
Església de la Santa Creu (Sourp Nshan) a Beirut, Líban
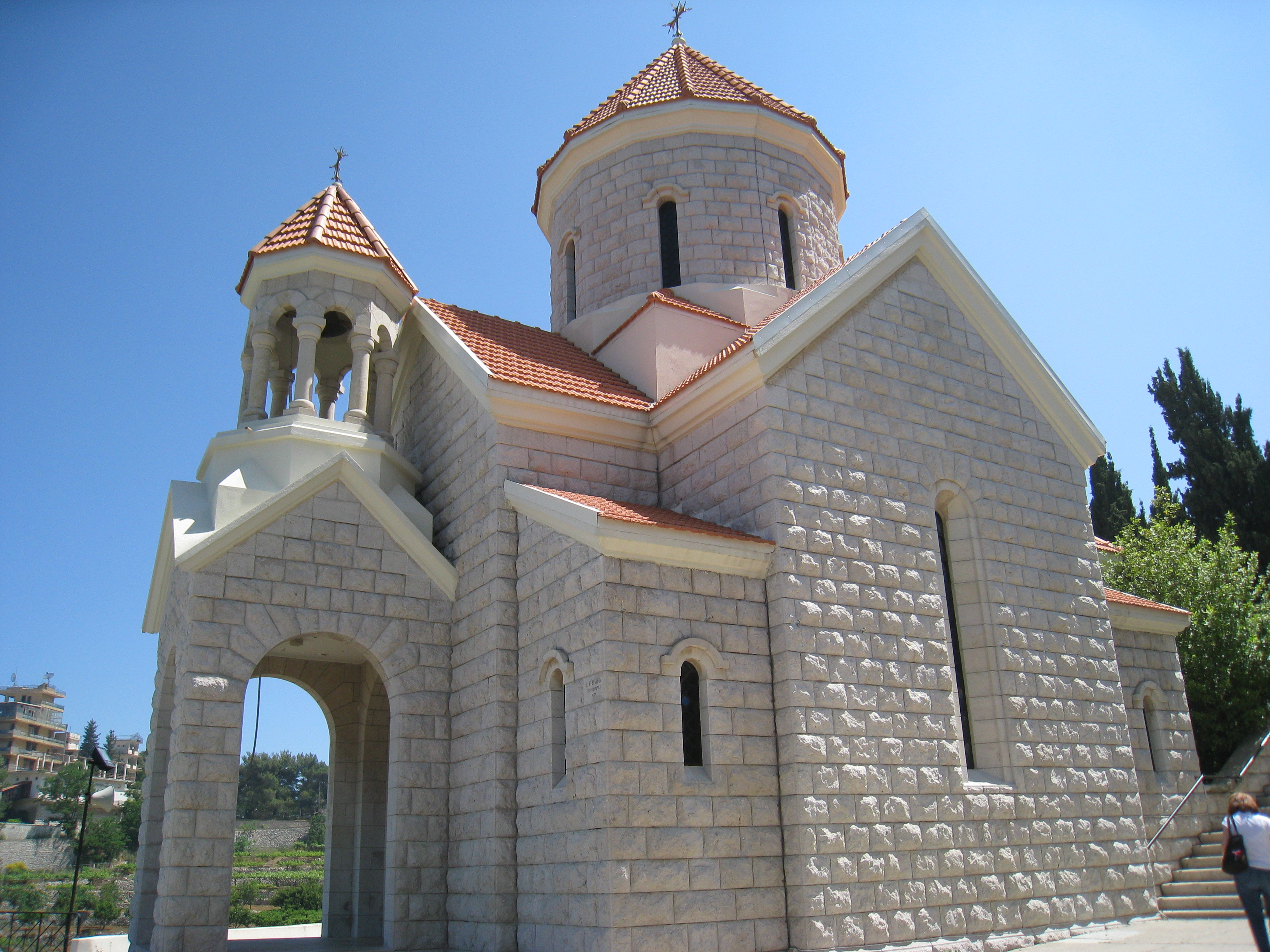
Església de la Santa Mare de Déu (Sourp Asdvadzadzin) al Seminari Armeni de Bikfaya, Líban
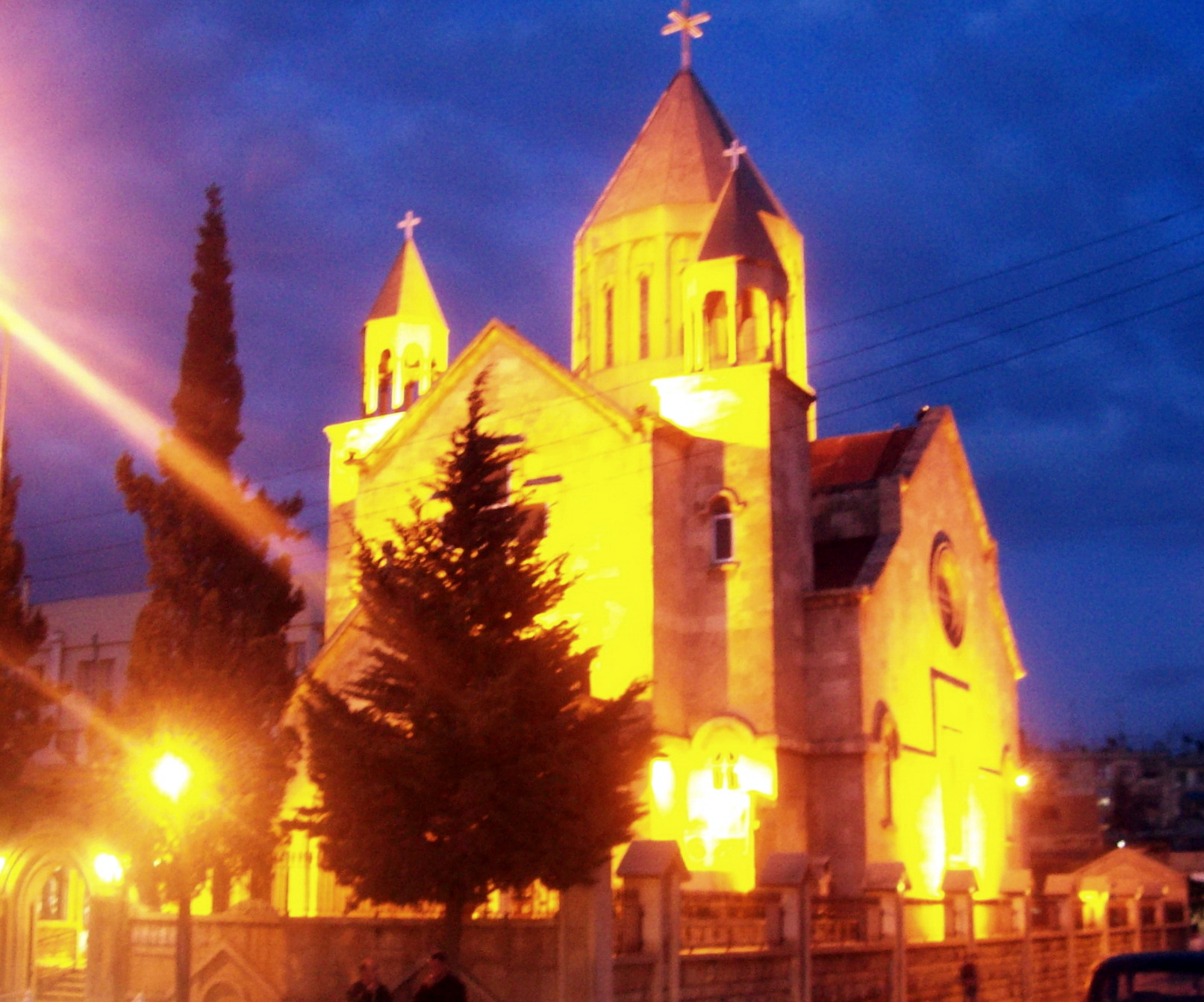
Església apostòlica armènia de la Santa Mare de Déu, Alep
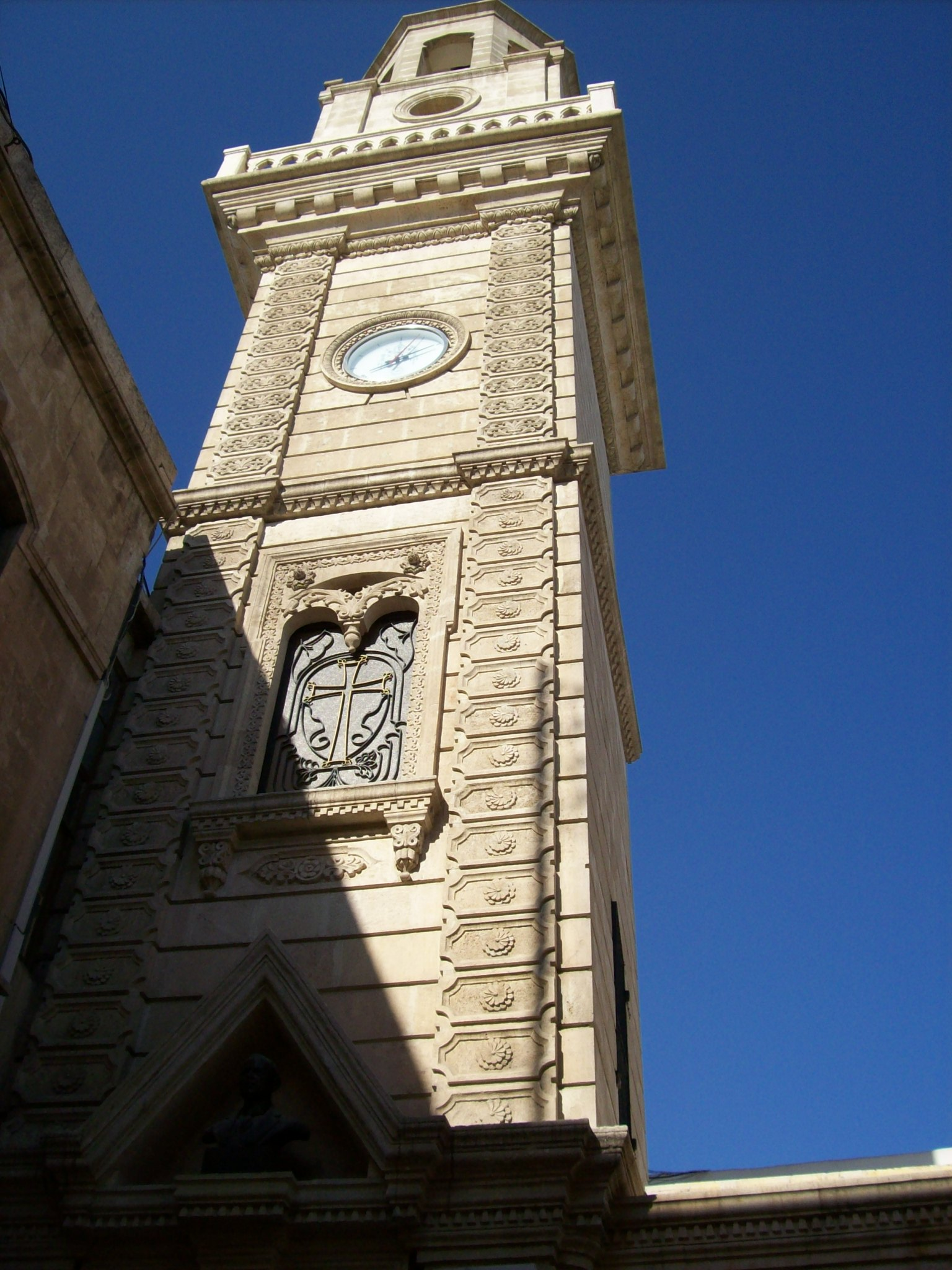
Campanar de la Catedral Armènia dels Quaranta Màrtirs d'Alep construït el 1912
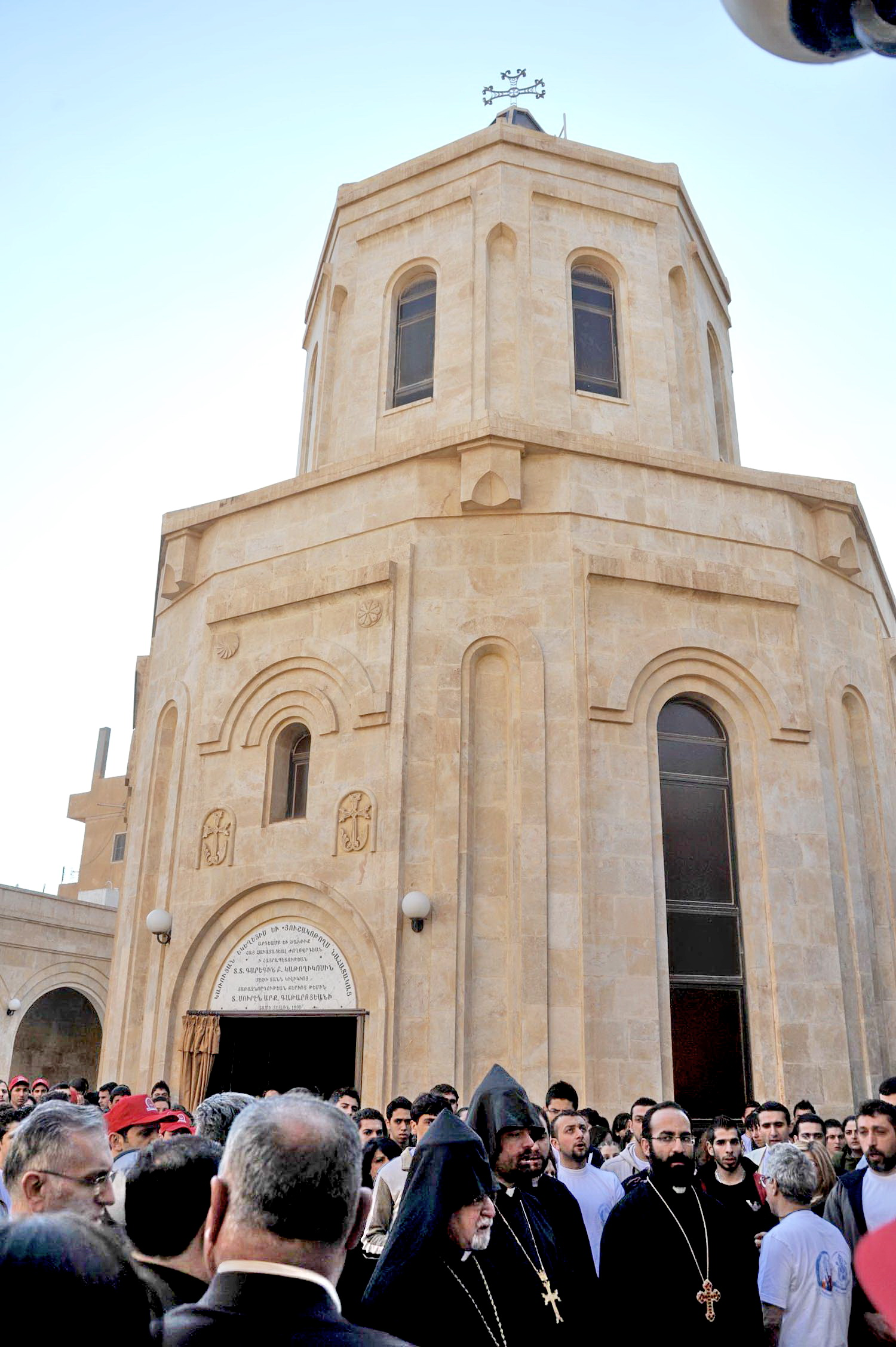
Església Memorial del Genocidi Armeni a Deir al-Zor, Síria
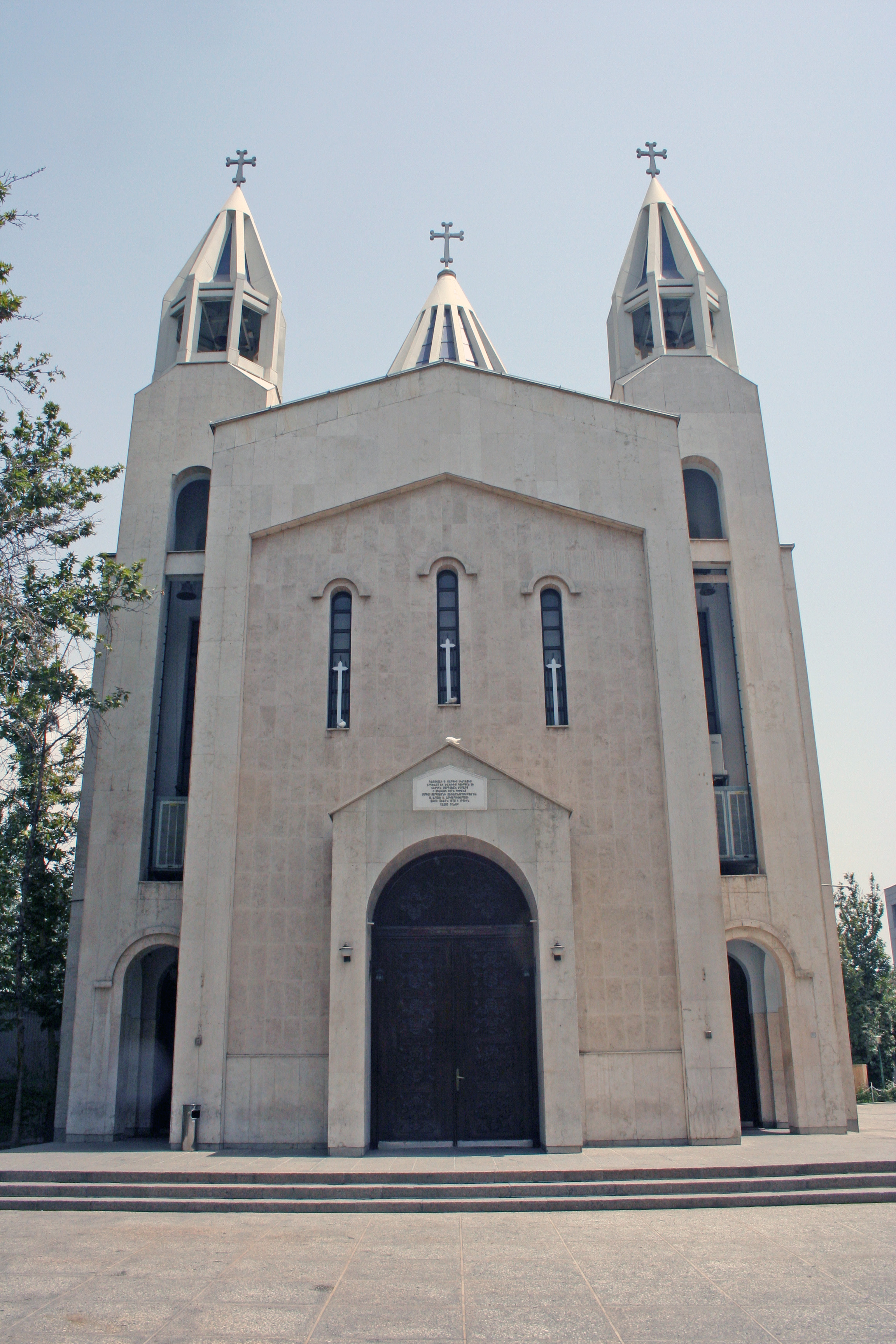
Església Sant Sarkis (1970) a Teheran, Iran
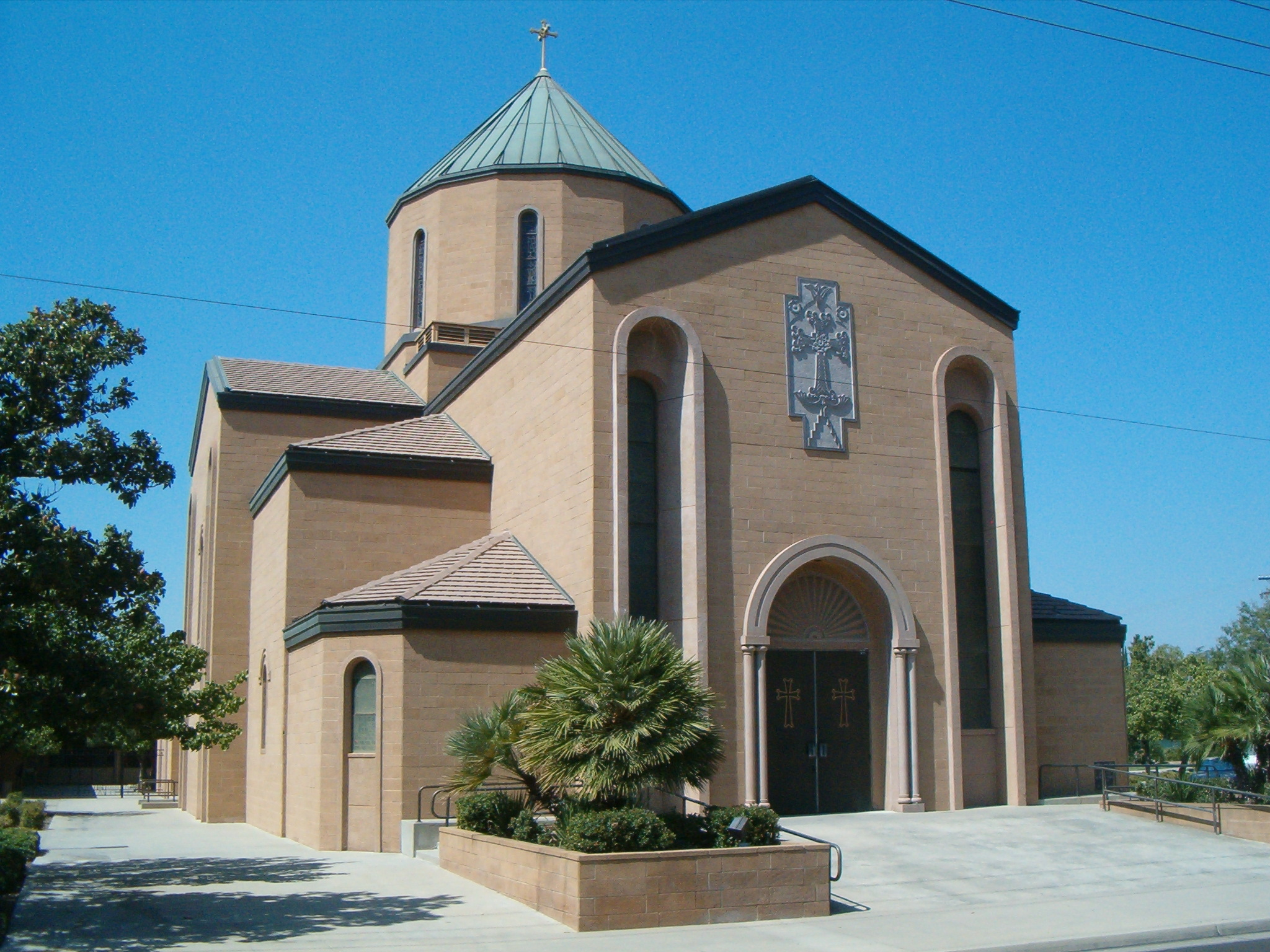
Església armènia de Sant Pau (1979) a Fresno, Califòrnia
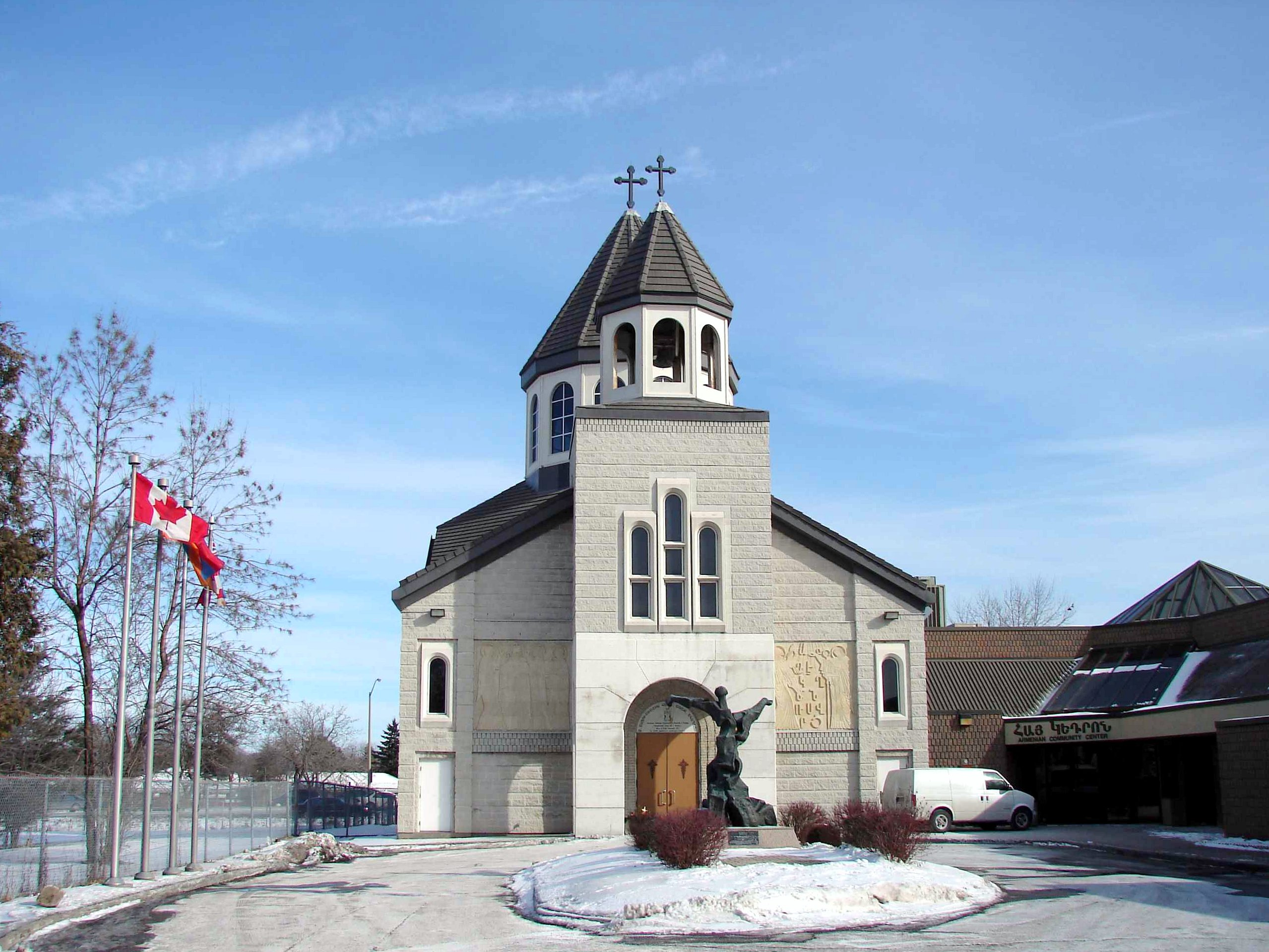
Església apostòlica armènia de St. Mary (1983) a Toronto, Canadà
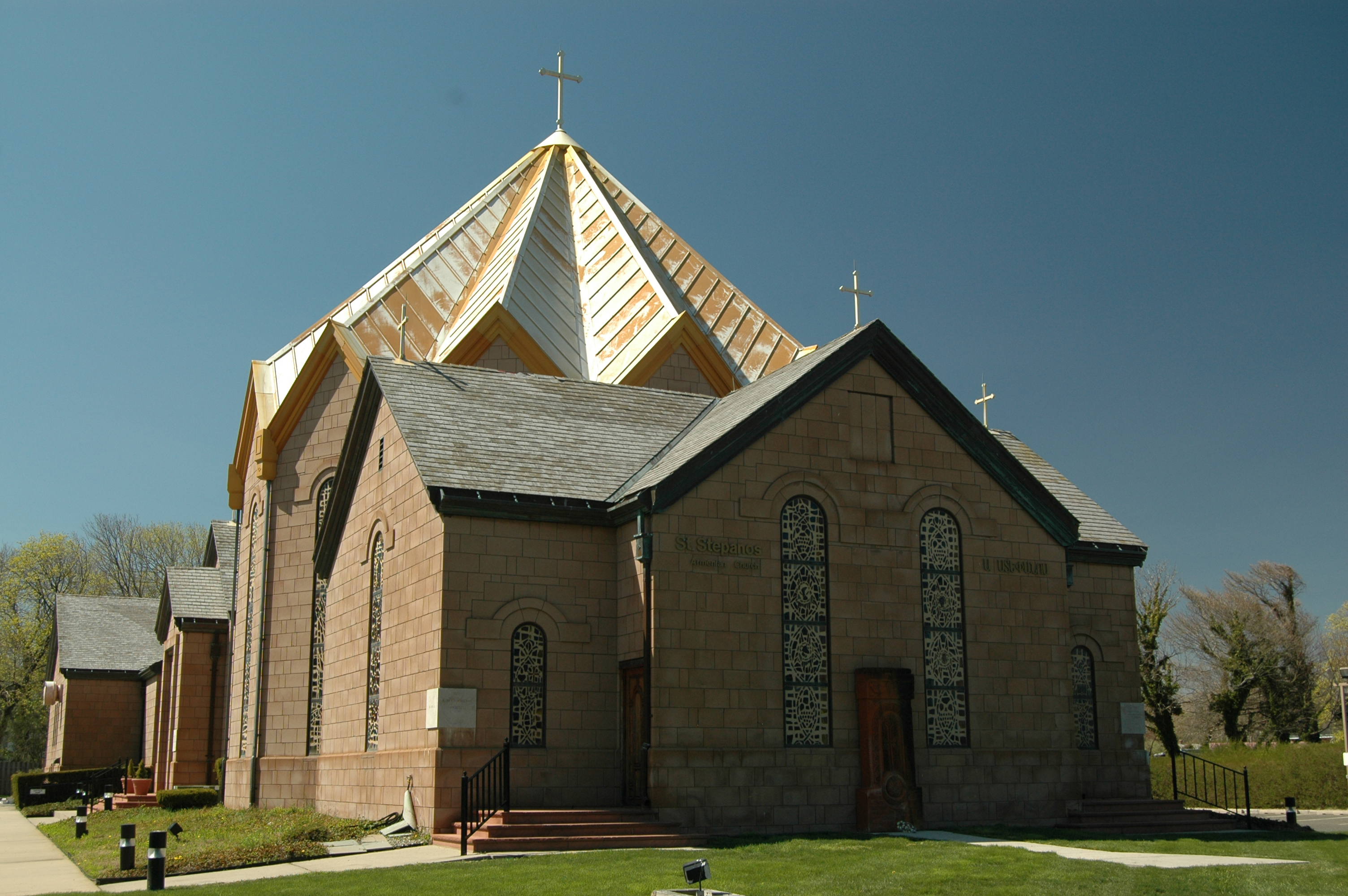
Església armènia de Sant Stepanos. Arxivat 2011-07-28 a Wayback Machine. (1986) a Elberon, Nova Jersey
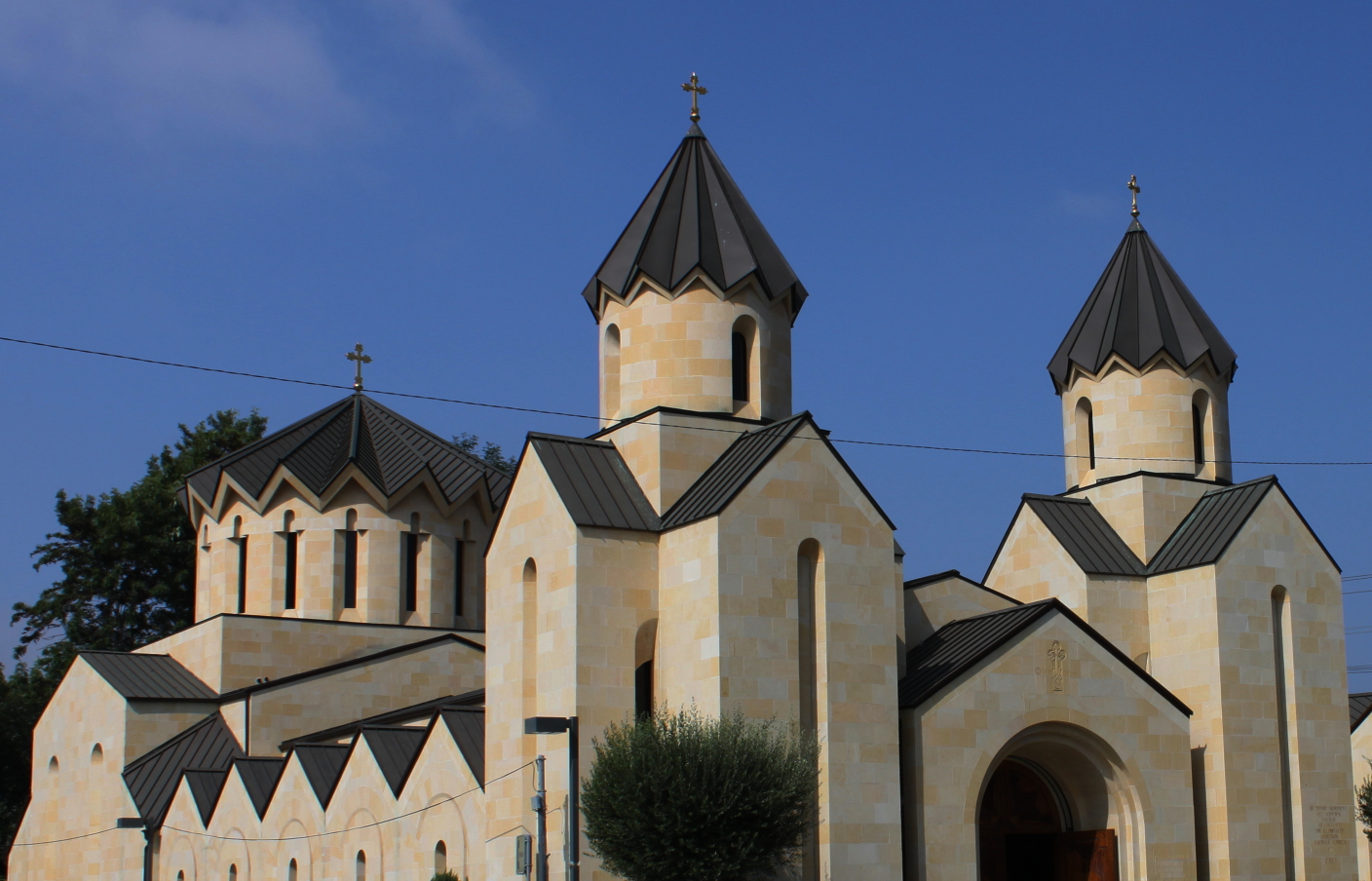
Església apostòlica armènia de Sant Gregori l'Il·luminador (2001) a Glendale, Califòrnia
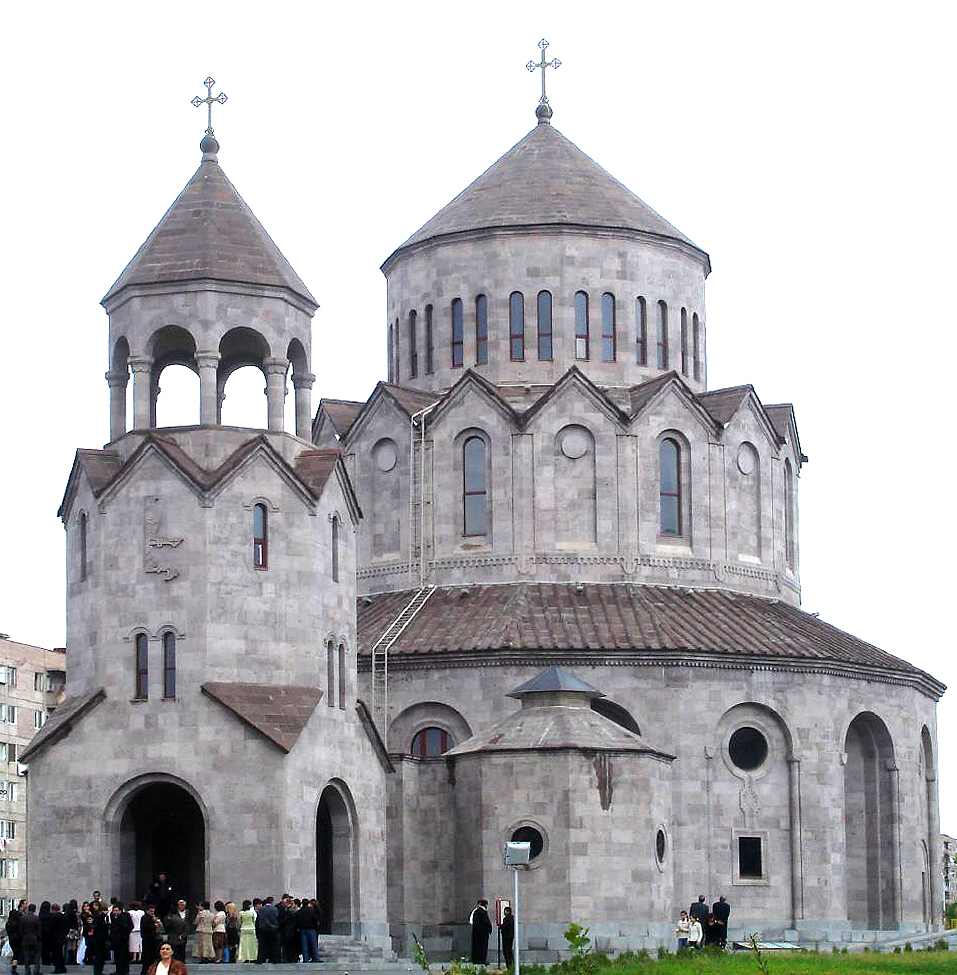
Església de la Santíssima Trinitat (2003), després convertida en la Catedral de Zvartnots, al districte Malatia-Sebastia d'Erevan
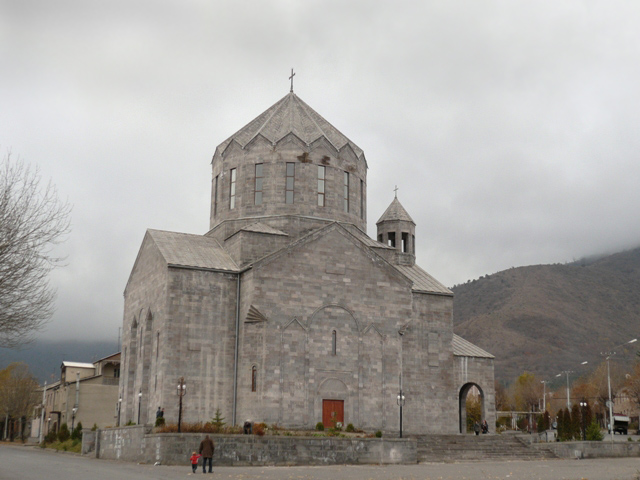
Catedral de Sant Gregori de Narek (2005) a Vanadzor, Armènia
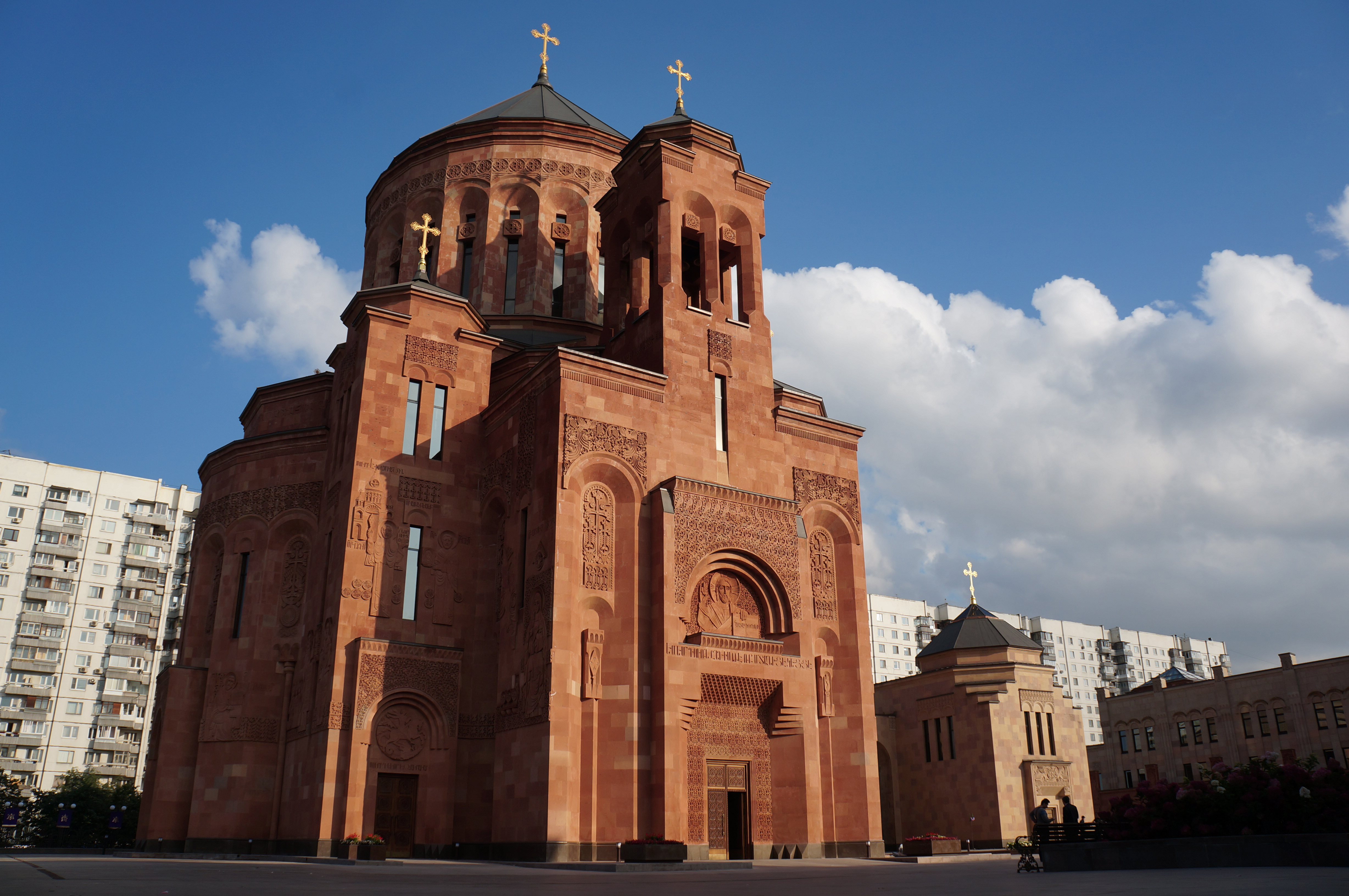
Monestir Armeni de Moscou
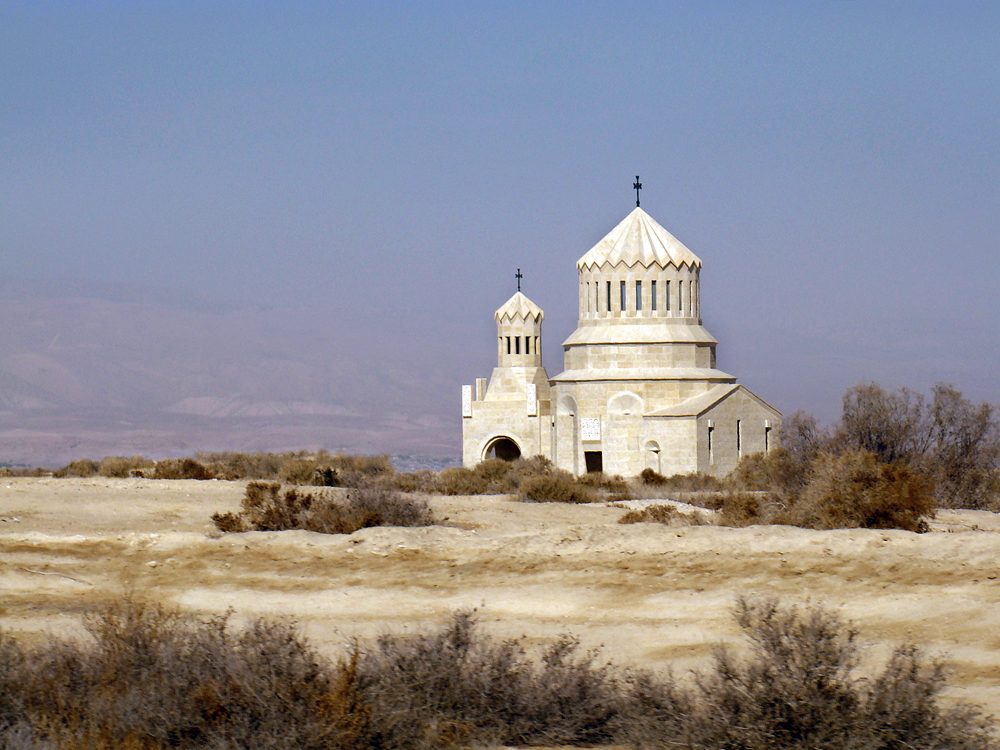
Església armènia de Sant Joan Baptista al Riu Jordà

## Edificis civils del segle XX a Armènia

Segle XX
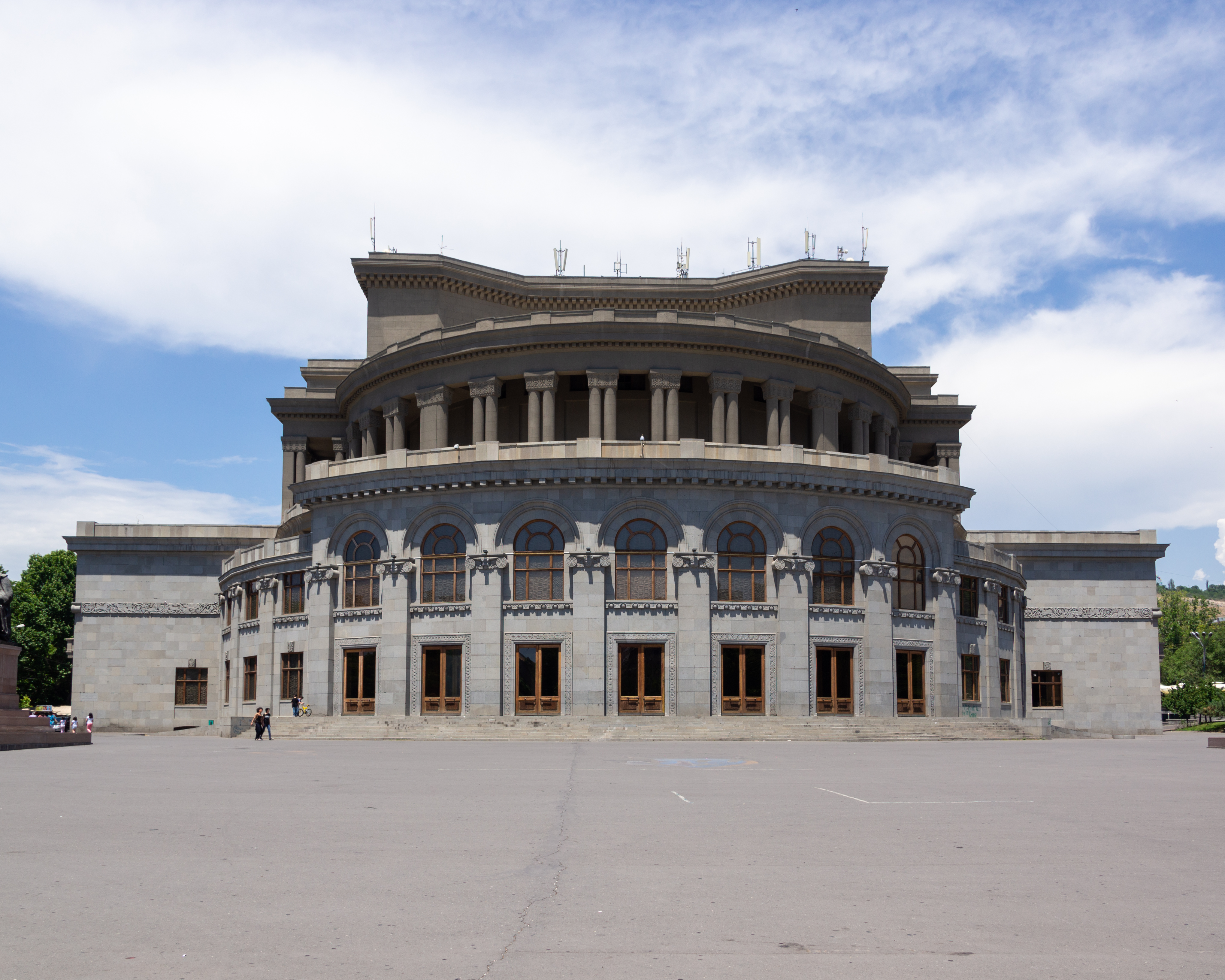
Teatre d'Òpera d'Erevan d'A. Tamanyan (1926—1939)
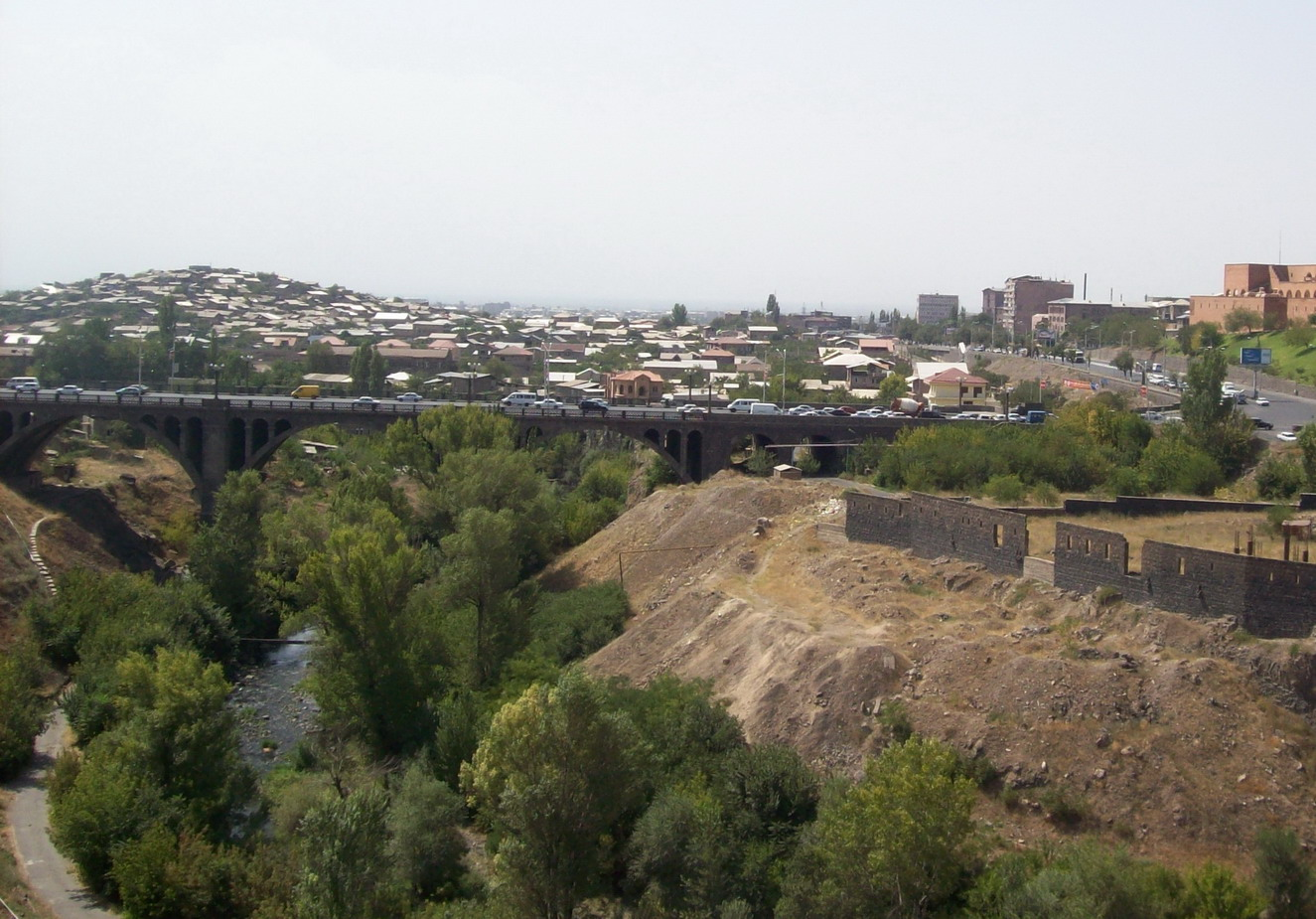
Pont de la Victòria al riu Hrazdan
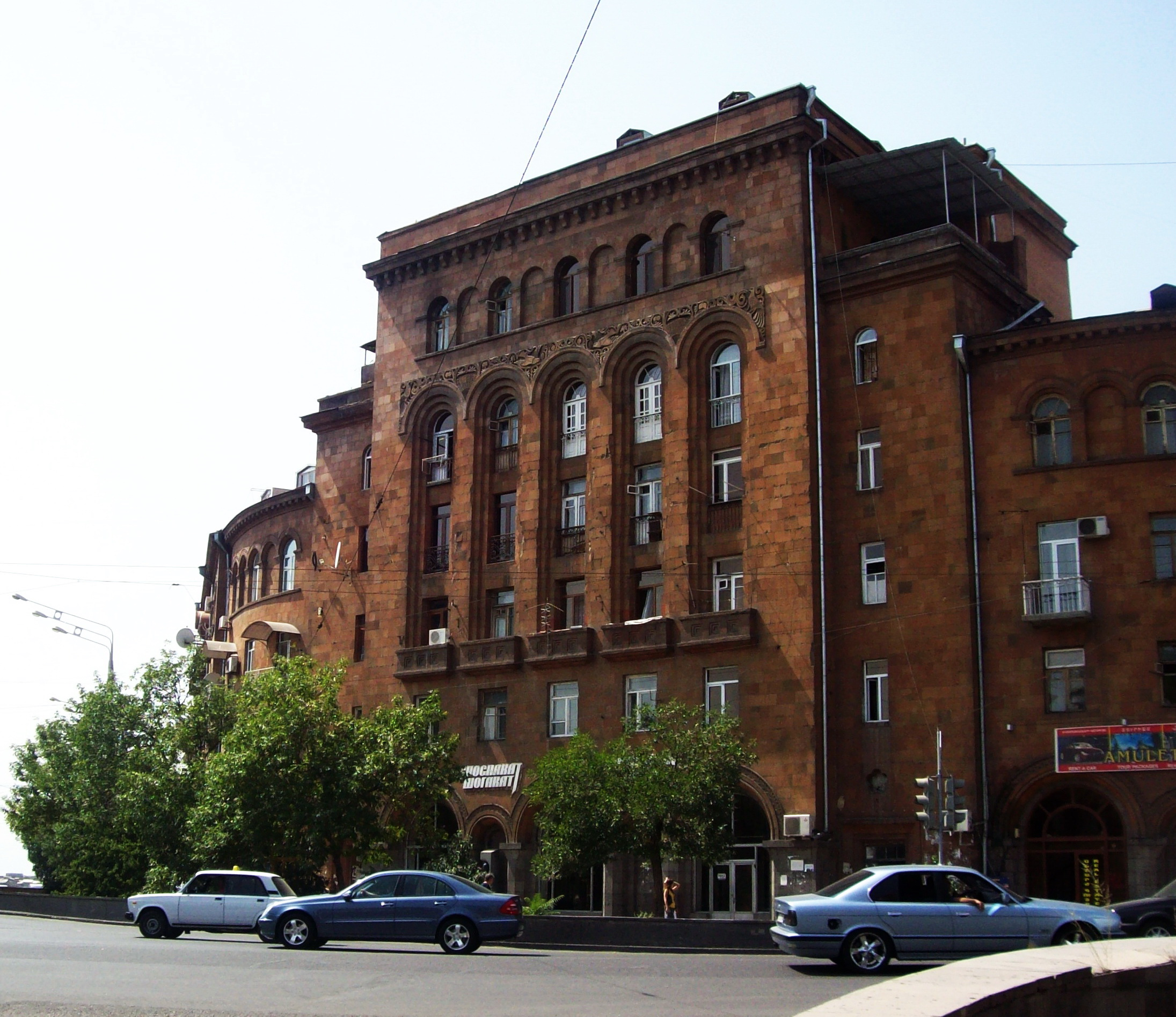
Edifici d'habitatges amb decoració armènia a Erevan